# Saison 4 de New York, unité spéciale
Chronologie
Saison 3 Saison 5
Cet article, présente la quatrième saison de New York, unité spéciale, ou La Loi et l'Ordre : Crimes sexuels au Québec, (Law and Order: Special Victims Unit), qui est une série télévisée américaine.

## Distribution

### Acteurs principaux
- Mariska Hargitay (VF : Dominique Dumont) : détective Olivia Benson
- Christopher Meloni (VF : Jérôme Rebbot) : détective Elliot Stabler
- Richard Belzer (VF : Julien Thomast) : détective John Munch
- Stephanie March (VF : Dominique Vallée) : substitut du procureur Alexandra Cabot
- Ice-T (VF : Jean-Paul Pitolin) : détective Odafin Tutuola
- B. D. Wong (VF : Xavier Fagnon) : Dr George Huang
- Dann Florek (VF : Serge Feuillard) : capitaine Don Cragen

### Acteurs récurrents

#### Membres de l'Unité spéciale
- Tamara Tunie : médecin-légiste Melinda Warner (épisodes 1, 3, 4, 6, 7, 9, 10, 13, 14, 16, 17, 18, 19, 20, 22, 23, 24 et 25)
- Magaly Colimon : Dr. Erica Olsen (épisodes 1 et 3)

#### Bureau des Affaires Internes
- Robert John Burke : sergent Ed Tucker (épisodes 12, 21 et 24)

#### Avocats de la défense
- Peter Hermann : avocat de la défense Trevor Langan (épisodes 2, 6, 8, 13, 19, 24 et 25)
- Jill Marie Lawrence : avocate de la défense Cleo Conrad (épisodes 2, 8 et 10)
- Rob Bartlett : avocat de la défense Milton Schoenfeld (épisode 8)
- Illeana Douglas : avocate de la défense Gina Bernardo (épisodes 9, 10 et 16)
- Ned Eisenberg : avocat de la défense Roger Kressler (épisode 11)
- Viola Davis : avocate de la défense Donna Emmett (épisodes 14 et 23)
- Mariette Hartley : avocate de la défense Lorna Scarry (épisode 17)
- John Cullum : avocat de la défense Barry Moredock (épisode 19)
- Michael Lerner : avocat de la défense Morton Berger (épisode 21)

#### Juges
- David Lipman : juge Arthur Cohen (épisodes 1, 8 et 22)
- Harvey Atkin : juge Alan Ridenour (épisodes 2, 9 et 18)
- Leslie Ayvazian : juge Susan Valdera (épisode 10)
- Tom O'Rourke : juge Mark Seligman (épisodes 3, 11, 17 et 21)
- Joanna Merlin : juge Lena Petrovsky (épisodes 4, 11 et 24)
- Sheila Tousey : juge Danielle Larsen (épisodes 11, 14, 19, 21, 23 et 25)
- Audrie J. Neenan : juge Lois Preston (épisode 22)

#### Chef du Bureau
- Judith Light : chef du bureau des substituts du procureur Elizabeth Donnelly (épisodes 1, 9, 11 et 14)

#### Procureurs
- Dianne Wiest : procureure Nora Lewin (épisode 1)
- Fred Dalton Thompson : procureur Arthur Branch (épisode 21)

#### NYPD

##### Police scientifique
- Joel de la Fuente : technicien Ruben Morales (épisodes 7, 15, 17, 19 et 22)
- Daniel Sunjata : technicien C.S.U. Burt Trevor (épisodes 2, 7, 11, 12, 16 et 21)
- Lou Carbonneau : technicien C.S.U. Harry Martin (épisodes 4 et 5)
- Jordan Gelber : technicien C.S.U. David Layton (épisodes 7, 9, 10, 11, 14, 17, 18 et 20)
- Welly Yang : technicien C.S.U. Georgie (épisodes 6, 20, 23 et 25)
- Caren Browning : technicienne C.S.U. Judith Spier (épisode 20, 21, 23 et 24)

##### Police
- Kent Cassella : détective Palmieri (épisode 1)

#### Entourage de l'Unité spéciale
- Isabel Gillies : Kathy Stabler (épisode 12)

## Production
La quatrième saison de la série, comporte 25 épisodes, elle est diffusée du 27 septembre 2002 au 16 mai 2003 sur NBC.
En France, la saison est diffusée du 21 décembre 2002 au 3 janvier 2004 sur TF1, à intervalle irrégulier.
B.D Wong est désormais crédité en tant que personnage principal.
Tamara Tunie est apparue en tant que récurrente dans plusieurs épisodes de cette saison.

## Liste des épisodes

### Épisode 1:Manipulations
- États-Unis : 27 septembre 2002 sur NBC
- France : 11 janvier 2003 sur TF1

- États-Unis : 15,60 millions de téléspectateurs[1] (première diffusion)

- James Biberi : vice-sergent Edward Derrico
- Jurian Hughes : Krista Bertram
- Sharon Lawrence : Maggie Peterson
- Lonette McKee : avocate Greer
- Dwandra Nickole : Mrs. Kerber
- Sara Ramirez : Lisa Perez
- Charlayne Woodard : sœur Peg

### Épisode 2:Liaison scandaleuse
- États-Unis : 4 octobre 2002 sur NBC
- France : 21 décembre 2002 sur TF1

- États-Unis : 15,20 millions de téléspectateurs[3] (première diffusion)

- Gerry Bamman : avocat de la défense Schaeffer
- Jonathan Bennett : Kyle Fuller
- Amy Bouril : Emily Savage
- Jennifer Michelle Brown : Chloé Fuller
- Sherilyn Fenn : Gloria Stanfield
- Frank Grillo : Frank Barbarossa
- Tom Mason : Lawrence Fuller
- Melissa Murray : assistante médecin-légiste Vivanne Hendrix
- Tommy Savas : Sanjeev
- Brett Tabisel : Brian

Olivia Benson interroge Chloé Fuller, une fillette de 6 ans, qui lui révèle qu'un soir, elle a surpris Kyle, son demi-frère de 17 ans et sa mère, Gloria Stanfield, une actrice, en train de coucher ensemble. Lawrence, le père des deux enfants, est choqué par cette révélation et demande des comptes à sa femme qui nie les accusations à son encontre. Plus tard, le père de Kyle et Chloé est assassiné et la batte de baseball, trouvée sous le lit du jeune homme, correspond à l'arme du crime. Cependant, Kyle et Gloria se sont échappés à l'étranger pour pouvoir se marier et éviter de témoigner l'un contre l'autre.

### Épisode 3:Vulnérable
- États-Unis : 11 octobre 2002 sur NBC
- France : 21 décembre 2002 sur TF1

- États-Unis : 15,91 millions de téléspectateurs[1] (première diffusion)

- Ryan Patrick Bachand : Andy Sherman
- Roselyn Coleman : Gloria Padilla
- Magaly Colimon : docteur Erica Olsen
- Gary Cowling : l'archiviste
- Elaine Cusick : Lois
- Cristina L. Fadale : la secrétaire
- Iris Flick : Nurse Whetzel
- Patricia R. Floyd : LPN Helen Loy
- Arthur French : Mr. Jackson
- Valerie Geffner : technicien Forensics
- Sean Grennan : Wilkins
- Georgine Hall : Millie
- Robert Hock : Mr. Hamrick
- Robert Kelly : Armando Padilla
- Leo Leyden : Mr. Leonard
- Lou Martini, Jr. : Building Super
- Angela Pierce : Nurse Jones
- Mary Kay Place : Hope Garrett
- Jane Powell : Bess Sherman
- Andy Powers : Hal Shipley
- Juliet Adair Pritner : officier Karen Gongola
- Marilyn Raphael : Darlene
- Jay Thomas : Joe Sherman
- Natalie Toro : Maria Sanchez
- Jason Weinberg : l'avocat d'Hope

En pleine nuit, un couple est réveillé par du bruit dans leur cuisine. Ils y surprennent une vieille femme qui leur prétend qu'elle est chez une certaine "Itzy". Aussitôt appelés, Benson et Stabler tentent de communiquer avec elle mais il s'avère qu'elle est profondément sénile et incapable de répondre à leurs questions concernant son identité. De plus, en inspectant son corps, Benson découvre des traces de brûlures de cigarettes en haut de sa poitrine et de liens autour de ses poignets. À l'hôpital, les enquêteurs apprennent qu'elle est atteinte d'Alzheimer et, dès lors, ils ont beaucoup de mal à obtenir un témoignage fiable et des informations qui pourraient les conduire à celui qui l'a torturée. Déterminés à le retrouver, Benson et Stabler parviennent à lui faire dire qu'elle vit avec un proche qu'elle blâme pour lui faire du mal. Deux indices leur permettent de dresser son portrait : il a perdu beaucoup d'argent et il boit beaucoup d'alcool. Comme sa mémoire est défaillante, l'enquête s'avère être compliquée mais, paradoxalement, les policiers apprennent qu'elle n'a pas été violée. De fait, l'Unité spéciale décide donc d'inspecter les registres de l'appartement où elle s'est rendue pour faire la liste des précédents locataires qui correspondent à son âge pour tenter de connaître son identité. Après avoir retrouvé une famille qu'elle a probablement connue dans le passé, Benson et Stabler interrogent une dame âgée qui leur révèle que sa sœur depuis décédée avait pour surnom "Itzy", soit l'amie de la démente dont elle leur donne son nom : Bess Sherman. En effet, quand elle était jeune, elle venait souvent se réfugier chez eux, qui n'est d'autre que la résidence où elle a fait irruption par la fenêtre comme lors de son enfance, pour éviter son oncle aux penchants pédophiles. Selon le docteur Huang, les sévices qu'elle a subis récemment ont réveillé ce traumatisme en elle au point de trouver refuge dans le domicile en question tout en oubliant que Itzy est morte. En d'autres mots, en raison de sa maladie, elle ne fait plus la différence entre le passé et le présent. Sa dernière adresse est connue est une maison de retraite, Jubilee Towers, où elle a pu s'enfuir mais, avec preuve à l'appui, la directrice Hope Garrett leur assure qu'elle n'y est plus depuis un bout de temps et qu'elle vit désormais avec son fils, Joe. En perquisitionnant son logement, son propriétaire fait remarquer à Benson et Stabler que, depuis qu'il habite avec sa mère, il paye son loyer à temps et qu'il vit dans un certain luxe même si le duo d'enquêteurs lèvent le voile sur une chambre quasi de torture où il l'attache avec des sangles sur le lit pour l'immobiliser. Questionné à propos des maltraitances infligées à Bess, ce dernier se défend en leur insinuant que les soins médicaux les ruinaient et qu'il a préféré cohabiter avec elle pour que sa fortune ne soit pas dilapidée par Garrett. En outre, il leur garantit qu'il la ligote car sa démence lui fait la perdre la tête et qu'elle est inapte à agir seule quand leur infirmière ne s'occupe pas d'elle et, à son tour, celle-ci leur affirme qu'il était agressif avec sa maman car il était en compagnie de plusieurs investisseurs quelques heures avant sa disparition. De son côté, influencée par Benson, le substitut du procureur Cabot obtient un mandat judiciaire pour enlever la garde de Bess à son enfant pour négligence. Tout compte fait, elle retourne à Jubilee Towers tandis que Joe s'emporte contre l'Unité spéciale qui s'acharne à enquêter sur ses activités financières douteuses dont il refuse de leur livrer les noms de ses partenaires présents à la soirée où Bess a été humiliée. En fouillant ses poubelles, Fin et Munch récoltent des mégots de cigarette qui l'ont sans doute brûlée et les font expertiser pour identifier ses acolytes. Une piste qui ne mène à rien, ce qui fâche Sherman qui accepte d'avouer aux inspecteurs que son fils, Andy, soutirait de l'argent à sa grand-mère en abusant de sa faiblesse. Non seulement Sherman était fauché avant qu'il ne l'abrite sous son toit pour avoir une vie plus confortable, son adolescent profite aussi de sa maladie pour se faire plaisir. Ou du moins en apparence car le jeune homme partage à Benson et Stabler son amour pour elle car elle est la seule à se soucier de lui en lui payant l'université et qu'il est incapable de la faire souffrir. En revanche, il leur confirme qu'il a bien rendu visite à Bess et Joe la nuit où elle s'est enfui après avoir été traitée de façon cruelle et qu'il y était en compagnie de son ami Hal.

### Épisode 4:Meurtres à Central Park
- États-Unis : 18 octobre 2002 sur NBC
- France : 28 décembre 2002 sur TF1

- États-Unis : 15,10 millions de téléspectateurs[3] (première diffusion)

- Mike Babel : Brad
- Frank Biancamano : Vito
- Greg Russell Cook : Mike Andretti
- Barbara Dana : vétérinaire Carol
- James Doerr : Vartan Dadian
- Eric Michael Gillett : Dr. Portugal
- Michael Gross : Arthur Esterman
- Tracy Howe : officier Lanigan
- Christine Toy Johnson : commissaire Chung
- Libby Langdon : Darla
- Kate Levering : Miss Kitty
- Maeve McGuire : Bonnie Vernon
- Kel O'Neill : le dealer
- George Palermo : le barman
- Manny Perez : technicien CSU
- Brian Rogalski : Roger Pomerantz
- Matt Servitto : Doug
- Jamie Sorrentini : Vincenza Agosto
- Chris Tardio : Mario Molinari

### Épisode 5:Témoignage à haut risque
- États-Unis : 25 octobre 2002 sur NBC
- France : 4 janvier 2003 sur TF1

- États-Unis : 16,50 millions de téléspectateurs[3] (première diffusion)

- Caprice Benedetti : Amanda Curry
- Michael Bolus : Michael Kerring
- Brian Cahill : l'ambulancier
- Kevin Corstange : le serveur
- Brian Delate : U.S. Marshal #2
- Pam Grier : Claudia Williams
- Tom Guiry : Gavin Sipes / Nikolai Rossovitch
- Grigori Gurvich : Sergei Pearlman
- John Heard : Peter Sipes / Gregory Rossovitch
- Michael Kelly : Mark
- Kelly Kirklyn : le docteur
- Joe Maruzzo : Joe Tucci
- Craig Mathers : agent du FBI #2
- Barbara McCulloh : Lynn Moody
- Karen Joy Mobley : la secrétaire
- Laura Poe : agent du FBI #1
- Keith Reddin : technicien scientifique du laboratoire
- John Henry Redwood : juge Ernest Volpe
- Frank Rodriguez : le garde
- David St. Louis : U.S. Marshal #1
- Kelly Kirklyn : une infirmière aux urgences

Directrice financière d'une importante société, Amanda Curry a été violée et martyrisée dans la salle de réunion de son entreprise. En effet, alors qu'elle a travaillé tard, son bourreau a pénétré dans la pièce pour la molester, la ruer de coups violents, la ligoter et lui uriner dessus. Alors que Benson et Stabler s'apprêtent à prendre sa déposition à l'hôpital, la victime est aussitôt arrêtée par des agents fédéraux qui leur révèlent qu'elle est accusée de fraudes boursières et fiscales, violation des lois bancaires et, enfin, blanchiment d'argent sale. Dès lors, pour coincer son violeur, l'Unité spéciale n'a pas d'autre choix que de collaborer avec l'adjointe du Ministère de la Justice, l'agent Claudia Williams, qui s'interpose avec force entre la victime et les deux enquêteurs pour les empêcher de l'interroger sur ses crimes financiers. En prison, toutefois, Williams laisse Curry leur raconter son viol tout en veillant sur elle pour qu'elle ne leur divulgue pas d'informations cruciales sur sa corruption. Lorsqu'elle leur détaille son viol et les sévices qu'elle a subis, Curry souffle à Benson et Stabler qu'elle bosse secrètement de près ou de loin avec un certain Sergei avant que Williams n'interrompe leur échange pour la faire taire. Pendant ce temps, sur la scène de torture, la police scientifique déclare à Munch qu'elle a décelé un uniforme d'agent de nettoyage étranger à la boîte de Curry sous le bureau où elle a été abusée sexuellement. Malheureusement, en raison de l'affluence des employés, l'endroit même est recouvert d'une multitude d'empreintes inexploitables pour une analyse rapide. Cependant, son agresseur a laissé des poils pubiens et de l'urine permettant aux enquêteurs de savoir qu'il est diabétique, probablement âgé d'une quarantaine d'années. Surtout, son ADN leur permet de rechercher un récidiviste qui a déjà tourmenté deux autres femmes dans le passé. Or, strip-teaseuse pour le compte du mafieux Sergei Pearlman qui n'est d'autre qu'un contact de Curry pour lequel elle est soupçonnée d'avoir blanchi son business, la première a mystérieusement été exécutée après avoir raconté son martyr aux proches de son boss tandis que la seconde, la petite sœur de Pearlman, est décédée d'un cancer de l'utérus. Du coup, l'équipe du capitaine Cragen est sûr que leur criminel se bute à s'en prendre à cette figure de la Mafia russe en s'attaquant à son entourage féminin. Pour persécuter Curry, il s'est garé devant une entrée de service avec une Ford et, par chance, les caméras de surveillance l'ont filmée comme sa plaque d'immatriculation dont les derniers chiffres sont illisibles. Toute compte fait, pour piéger cet individu dangereux de plus en plus barbare, l'Unité spéciale n'a pas d'autre choix que de devancer le FBI en fouillant dans le milieu du Crime organisé, ciblé par des investigations accablantes par Williams qui tente de leur barrer la route pour qu'elle ne puisse pas entraver son travail de longue date pour démanteler un réseau de grand banditisme russe régnant à New York. En outre, il s'avère que Curry et la proie originelle de leur tortionnaire fréquentaient le même club de gym, tenu par un jeune homme, Gavin Sipes, et son père Peter qui possède bien le même type de véhicule utilisé pour stationner devant l'immeuble où Curry exerce. Chez eux, Benson et Stabler le remarquent immédiatement et conseillent à son parent de les suivre au commissariat pour prendre ses traces de doigts dans le but de l'écarter ou non de leur instruction. Suspecté d'avoir fait du mal à la complice de Pearlman, Peter leur jure qu'il ne l'a jamais rencontrée et, étonné des soupçons qui pèsent sur lui, qu'il a un alibi solide pour leur démontrer qu'il n'a pas pu la supplicier sans but concret. En revanche, il refuse catégoriquement de leur transmettre son ADN, finalement prélevé sur une tasse de café, parce qu'ils n'ont pas de mandat contre lui. Dans l'espoir de le démasquer, sollicités par Cragen, Benson et Stabler retournent voir Curry pour lui faire passer un tapissage oral car elle a entendu la voix de son oppresseur. Néanmoins, l'établissement carcéral où elle a été jetée leur communique qu'elle n'est pas enregistrée dans leurs registres et, encore plus surprenant, qu'elle n'est jamais venue derrière leurs barreaux. Pour le duo de flics, Williams est intervenue auprès du directeur pour l'isoler autre part dans l'intention de ne pas la laisser témoigner lors d'un futur procès s'ils parviennent à identifier son offenseur. Aux yeux du FBI, Curry est avant coupable de racket et d'extorsion en collaboration avec Pearlman du moment que son statut de souffre-douleur pour un prédateur sexuel soit relayé au second plan. Dégoûtés du comportement du service de renseignement intérieur à leur égard, Benson et Stabler sont briefés par leurs coéquipiers que les Sipes sont placés sous le Programme fédéral des États-Unis pour la protection des témoins, donc assistés par l'agent Williams pour qu'ils puissent témoigner contre le clan Pearlman. Une véritable guerre des polices commence entre l'escouade de Cragen et Williams qui se différencient dans leurs objectifs respectifs, c'est-à-dire emprisonner un pointeur pour l'Unité spéciale et anéantir une frange de la Mafia d'origine soviétique qui gangrène Manhattan pour Williams. Lors de la venue de Peter Sipes au poste, les inspecteurs se rappellent qu'un petit bandit l'a surnommé "Gregory" et, stoïque, que ce dernier lui a proclamé qu'il se trompait de personne. En questionnant son interpellateur, celui-lui leur jure qu'il a fait erreur car, selon lui, ce "Gregory" est décédé dans un attentat à la bombe à l'époque où il l'a connu, un temps révolu où il était lié avec lui à une autre famille mafieuse, les Rossovitch, spécialisée dans le recel d'essence. Au moment où son acolyte a cessé tout stopper pour coopérer avec le FBI pour mettre un terme à leurs affaires illégales gérées par Pearlman, il a donc été supprimé pour que son silence soit définitif. Entretemps, Stabler et Benson sont avertis par une agence immobilière que les Sipes ont déménagé précipitamment et que l'agent Williams est intervenue pour les rapatrier autre-part. En conséquence, agacés par l'acharnement de Williams contre eux pour perturber la traque de l'assaillant de Curry, les policiers influencent le substitut du procureur Cabot pour conspirer avec elle pour qu'elle leur donne accès à la fois à l'associée de Pearlman ainsi qu'aux Sipes, dont Peter et Gavin ne sont que des pseudonymes pour Gregory et Nikolai Rossovitch qui ont changé de nom pour que la Mafia russe ne les détecte plus. Quand Cabot remet une procuration de la Cour suprême à Williams pour que Peter/Gregory fasse un test urinaire pour qu'il leur prouve qu'il n'a pas malmené Curry, elle accepte à condition qu'elle leur envoie ensuite les résultats. Redoutant une manipulation pour leur assurer qu'il n'est pas l'auteur dans l'optique de prémunir coûte que coûte sa déposition contre Pearlman qu'elle souhaite déchoir car il est responsable d'un nombre incalculable de massacres de témoins gênants sur le sol américain, Cabot rejette sa demande et la menace de la poursuivre pour obstruction à la justice. Un véritable casse-tête pour l'Unité spéciale qui résiste à l’opiniâtreté de Williams qui mène un combat dur contre Pearlman quitte à protéger un violeur dont les paroles le conduiront en réclusion à la perpétuité, d'où son choix de cacher Curry et les Sipes pour éviter que la brigade de Cragen ne leur pose des questions sensibles sur sa cible attachée aux trois viols de son environnement. 

### Épisode 6:Les Anges bafoués
Pour les articles homonymes, voir Angels.
- États-Unis : 1er novembre 2002 sur NBC
- France : 18 janvier 2003 sur TF1

- États-Unis : 15,30 millions de téléspectateurs[1] (première diffusion)

- Will Arnett : Anthony Damon
- Craig Bockhorn : avocat Craig Lambert
- Patrick Cassidy : Dr. Stewart Lynch
- Felipe Dieppa : Ramon Lynch
- Camilla Enders : Nora
- Glenn Fleshler (en) : Dr. Noah Kamens
- Michael Hayden : Dr. Walt Massey
- Gideon Jacobs : Shawn Massey
- John Knox : Henry
- Michael Lopez : Juan Lynch
- Lenore Pemberton : détective Katie Moore
- Pablo Santos : Ernesto Diaz
- Kate Skinner : Mrs. Massey

### Épisode 7:La Disparue
- États-Unis : 8 novembre 2002 sur NBC
- France : 25 janvier 2003 sur TF1

- États-Unis : 16,80 millions de téléspectateurs[1] (première diffusion)

- Barbara Andres : directrice du centre communautaire
- Sharron Bower : la présentatrice
- Rony Clanton : Pat
- Dominic Colón : Dave
- Thaddeus Daniels : Super
- Teala Dunn : Nina Tremain
- Ileen Getz : Mrs. Preston
- David Harbour : Terry Jessup
- Capathia Jenkins : Thelma Price
- Austin Jones : un junkie
- Ron Lee Jones : révérend Allastair
- Conan McCarty : Mike Flecker
- Cynthia Mace : Mrs. Marshall
- Frank Medrano : Jake
- Susan Misner : Ronnie Marshall
- Geoffrey Owens : l'anthropologiste
- Michael Alexis Palmer : Peter Jackson
- Gloria Reuben : Violet Tremain
- Jeffery V. Thompson : Joe

Un petit matin, dans une déchetterie, deux éboueurs découvrent le cadavre atrocement mutilé d'une enfant de cinq ans dans la broyeuse de leur véhicule de travail. Aussitôt sur place avec le médecin-légiste Warner, Benson et Stabler comprennent que l'enquête s'avère être compliquée car elle est à moitié déchiquetée et son visage a disparu. De plus, son corps est momifié, signe que son agresseur l'a conservée au frais quelques jours voire des semaines avant de se débarrasser d'elle comme un déchet. Enfin, son autopsie établit qu'elle a été violée puis étranglée avec un garrot. Surtout, des cheveux blonds arrachés sont décelés dans l'un de ses poings serrés, soit la preuve qu'elle s'est débattue contre son tortionnaire. Un faux espoir car, en fait, ils sont d'origine synthétiques ou, en d'autres mots, ils appartiennent à une poupée. De plus, en épluchant les disparitions de mineures toujours en quête de réponses, l'Unité spéciale relève qu'aucune d'entre elles ne correspondent à la morphologie de l'inconnue. Heureusement, le laboratoire de Warner parvient à reconstituer partiellement sa face pour distribuer des avis de recherche à New York et les enquêteurs sont choqués par le fait que personne ne se manifeste pour signaler l'enlèvement de la gamine, que ce soit des connaissances ou même sa famille aux abonnés absents. En attendant que la peau de sa main embaumée se désintègre dans un liquide spécial, ce qui leur permettra d'accéder à ses empreintes donc à son identité, Munch et Fin réussissent à retracer le chemin du camion-poubelle où elle a été jetée par son meurtrier. Toutefois, dans le vide-ordures où il l'a déposée, ils ne mettent la main que sur un bout de drap taché de son sang et rien d'autre. En clair, leurs investigations patinent en raison d'un manque de témoignage ou même d'une simple piste à suivre puisque le viol et le meurtre de l'inconnue ne touchent personne. Relayés dans les médias, désormais au courant qu'une petite cérémonie est organisée à sa mémoire par un révérend devant son église pour mobiliser le quartier d'Harlem où elle vivait, l'Unité spéciale encadre donc cet hommage pour filmer secrètement ceux qui s'y rendent dans l'espoir de démasquer un délinquant sexuel grâce à un logiciel de reconnaissance faciale. Un échec mais Fin note d'une femme noire, Violet, est paniquée et dans sous ses états au point de vouloir partir immédiatement. Après l'avoir interceptée, elle lui fait part de son angoisse que la décédée ne soit sa fille, Nina. Au poste de police, elle lui raconte qu'elle était dans une cure de désintoxication depuis des semaines et, avant de s'y rendre, elle l'a confiée à leur voisine, Mrs. Hawkins, qu'elle considérait comme une grand-mère pour elle. Tout au long de son traitement pour guérir de son addiction aux drogues qu'elle consommait sous ses yeux, Violet s'est entretenue avec Nina en lui envoyant des lettres pour maintenir le contact avec elle mais, un jour, sa dernière en date a été réexpédiée vers elle. Dès lors, elle a été mise au parfum que la mère de substitution de Nina est décédée et que sa petite s'est volatilisée. Néanmoins, elle ignorait que l'assistance sociale l'a récupérée pour la remettre ensuite à une autre famille pour qu'elle puisse continuer à grandir tranquillement. Après avoir questionné durement la directrice de ce centre communal qui, en voyant les photos de l'enfant mort, leur souffle le nom de celle qui l'a prise sous son aile, Benson et Fin débarquent à son domicile. Étonnamment, elle les informe que Nina ne vit plus avec elle parce qu'un assistant de l'ASS l'a ramenée avec lui et, depuis, plus de nouvelles d'elle. Conséquemment, les deux flics constatent que la dirigeante qui a organisé son transfert vers Mrs. Price se préoccupe guère des orphelins ou des mineurs qu'elle place puisqu'elle rédige de faux rapports pour garantir qu'elle les suit de près pour être au courant de leur évolution en prenant acte si elles sont bien entourées ou non. Or, Mrs. Price leur a précisé qu'elle n'a jamais été chez elle pour observer Nina à ses côtés. Ce qui démontre au fond qu'un pédophile a profité du désintérêt de l'ASS pour Nina pour se faire passer pour l'un de ses employés pour la kidnapper sans alarmer madame Price.   Une laissée-pour-compte devenue une proie facile pour un violeur d'enfants en somme. Logée dans un motel car elle n'a plus de domicile fixe depuis sa mise en liberté, Violet remet des dessins de Nina dont l'un d'entre eux comporte une trace de sa main et, automatiquement, elle est comparée scientifiquement à celle desséchée de l'individue martyrisée. Tout compte fait, Nina n'est pas morte et la dépouille est celle d'une seconde fillette désormais confondue, une certaine Susie Marshall, qui lui ressemble comme deux gouttes d'eau. Dès maintenant, une course contre la montre démarre pour l'Unité spéciale qui doit impérativement sauver la vie de Nina si au moins elle vit toujours. Enlevée par le même assaillant, qui est attiré par les Noires en bas âge, elle est maintenant déclarée portée disparue et non morte. 

### Épisode 8:Coma
- États-Unis : 15 novembre 2002 sur NBC
- France : 25 janvier 2003 sur TF1

- États-Unis : 16,10 millions de téléspectateurs[3] (première diffusion)

- Philip Bosco : Davis Langley
- Lucia Brawley : Maxine Hatters
- Bruce Davison : Dr. Graham Mandell
- Judy Gold : la gynécologue
- Dion Graham : Samuel Hill
- Ian Kahn : David Anderson
- Steve Key : Wesley Dilbert
- Thomas Lyons : Dr. Sedaly
- Lisa Pelikan : Dr. Garrison
- Carmen Román : Nurse Yates
- John C. Vennema : Upson
- JoBeth Williams : Mrs. Rawley
- Chandra Wilson : Nurse Jenkins
- Rainn Wilson : Mr. Baltzer
- Henry Woronicz : Mr. Rawley

### Épisode 9:Trop jeunes pour tuer
- États-Unis : 22 novembre 2002 sur NBC
- France : 1er février 2003 sur TF1

- États-Unis : 14,50 millions de téléspectateurs[3] (première diffusion)

- Becky Ann Baker : Mrs. Brice
- James Biberi : lieutenant des STUPS
- Tony F. DeVito : Vincent Paglione
- Ross DeMarco : PAA
- Lisa Emery : Mary Ellen Lesinski
- Kyle Gallner : Marc Lesinski
- Shane Lyons : Jeremy Brice
- Connor Paolo : Zachary Connor
- Toby Poser : Mrs. Connor
- Alysia Reiner : Cindy Kerber
- Richard Topol : Mr. Connor
- Robert Turano : Alfonso Corrales
- Jonathan Walker : Dr. Hayman

### Épisode 10:Une famille sur commande
- États-Unis : 6 décembre 2002 sur NBC
- France : 6 décembre 2003 sur TF1

- États-Unis : 16,20 millions de téléspectateurs[3] (première diffusion)

- Rachael Bella : Jackie Landricks
- Anna Berger : la grand-mère de Karen
- Kevin Campbell : Charles Eno
- Justine Caputo : Sally Landricks
- Sandra Daley : Miranda Bowen
- Brian Donahue : Chris
- Wally Dunn : Jeff
- Cynthia Ettinger : Angie Landricks
- Billy Lush : Karl Sirett
- Drew McVety : James Randall
- Ernest Mingione : Larry Delay
- Titus Welliver : Tom Landricks

### Épisode 11:La Blessure
- États-Unis : 10 janvier 2003 sur NBC
- France : 29 novembre 2003 sur TF1

- États-Unis : 16,60 millions de téléspectateurs[3] (première diffusion)

- David Bryant : Mr. Curtis
- Christopher Denham : Joey Field
- Pierre Epstein : Al
- Michael Gaston : Malcolm Field
- Ari Graynor : Missy Kurtz
- Mark Kachersky : Éric Campbell
- Dan Lauria : Peter Kurtz
- Tim Miller : le greffier
- Keira Naughton : Sarah
- Glynnis O'Connor : Raquel Kurtz
- Erik Palladino : détective Dave Duethorn
- Jennifer Roszell : Gina
- George L. Smith : John Marcum
- Max Vogler : Dr. Foster

Pendant une attaque à main armée dans un vidéo-club, une petite fille, Rebecca, et un passant tombent sous les balles d'Éric Campbell, un voleur, qui est aussitôt abattu par le propriétaire, Joey Marcum. Gravement touchée et atteinte de blennorragie, la fillette est maintenue en vie sous assistance respiratoire, mais meurt le lendemain. 

### Épisode 12:Les Risques du métier
- États-Unis : 17 janvier 2003 sur NBC
- France : 27 avril 2003 sur TF1

- États-Unis : 16,30 millions de téléspectateurs[3] (première diffusion)

- Courtney S. Bunbury : le joueur de basketball
- Brian Cahill : uniforme #1
- Bryan Callen : Derek Pfeiffer
- Tony Cucci : le barman
- Katherine Cunningham-Eves : Mère
- Paul Diomede : Frank Barry
- Nathaniel Eyde : le superviseur de la sécurité
- Robert Funaro : lieutenant Philly Panzaretti
- Kelly Kirklyn : une infirmière aux urgences
- DeVone Lawson Jr. : Dwayne
- Sarah McKee : une femme
- Christian Monzon : Johnny
- Matt Mulhern : détective Brad Kendall
- Joseph Murphy : Keith Gerard
- Maria Elena Ramirez : Abby
- Erica N. Tazel : Lynn Hauser
- Ernest Waddell : Terrell
- Laurie Williams : Laura Pfeiffer

Lorsqu'un bébé est entre la vie et la mort dans un hôpital, les inspecteurs Benson et Stabler sont informés par une infirmière que ce dernier a été transporté d'urgence par sa mère car il a ingéré de la cocaïne liquide pure. Déboussolés par cette overdose surprenante, d'autant plus que la drogue était mélangée à du lait, le duo se renseigne auprès de sa responsable éplorée, Lynn, qui leur jure qu'elle n'a pas tenté de le tuer. En larmes, elle leur raconte qu'elle vit dans un quartier malfamé et qu'elle n'a jamais touché à des substances illicites. Cependant, questionnée sur la provenance du poison, baignant dans la précarité, elle est obligée de leur expliquer qu'elle a volé une brique de boisson maternisée chez ses employeurs, les Pfeiffer, pour nourrir son enfant. Dès lors, pour empêcher que leur nourrisson ne s'empoisonne à son tour, les détectives se rendent immédiatement chez eux pour perquisitionner toutes les boites contenant de la poudre commercialisée pour analyser le contenu tandis que le reste de l'Unité spéciale fait une descente dans la boutique où Laura Pfeiffer l'achète régulièrement. Cependant, sur tout le stock récupéré dans le magasin ou dans l'appartement du couple, seule une canette appartenant aux Pfeiffer est également toxique. En fait, en l'expertisant, la police scientifique indique à Fin et Munch que la véritable contenance, c'est-à-dire un aliment pour nouveau-nés, a été remplacée par de l'alcaloïde par des dealers. De plus, à la suite d'un rappel produits de la même marque par les autorités, l'usine mère Américaine est écartée de l'enquête et il semble que la marchandise interdite provient du Mexique, soit le territoire des cartels. En épluchant la vie intime du mari de Laura, Derek, les enquêteurs notent qu'il est coursier et que, surtout, il a remboursé en peu de temps toutes ses dettes qui ont failli le mettre à la rue, lui et sa famille. Aux yeux de l'escouade, endetté, il est devenu sans doute une mule pour sauver ses proches en important discrètement de la came mexicaine, camouflée dans des biberons ou conserves destinées à son couffin, sur le sol américain d'où celle décelée dans le placard de sa cuisine. Entre-temps, le tout-petit de Lynn décède de son indigestion fatale et, afin de lui rendre justice, la brigade inculpe Derek pour meurtre par imprudence. Dans la tour de Wall Street où il exerce professionnellement, il se défend en arguant à Fin et Munch qu'il voyage simplement au Mexique pour son travail et, gêné par leurs questions sur ses ventes douteuses, persiste qu'il n'est pas passeur pour le compte des barons mexicains. Pour qu'il les éclaircisse sur la coke dissimulée dans son logement, Munch et Fin le contraignent à le suivre au commissariat sans le menotter devant ses collègues pour lui éviter une humiliation. Soudainement, à l'extérieur du building, le sergent Tucker du Bureau des Affaires Internes s'interpose entre eux et l'accusé pour l'emmener avec lui tout en annonçant aux agents que leur capitaine, Cragen, lui a donné la permission de ce transfert dans le but d'un interrogatoire en solo. Or, alarmé par ses hommes de la déclaration de Tucker, Cragen devient furieux car son équipe a été manipulée par la police des polices. Conséquemment, au poste où Tucker détient Pfeiffer, Cragen perd son sang-froid et, sanguin, s'apprête à violenter Tucker pour se venger de son mensonge rabaissant. Quand son ennemi lui communique qu'il a relâché son suspect, maîtrisé par Stabler, Cragen le soupçonne aussitôt de l'avoir pris sous son aile pour le cuisiner sur un probable flic corrompu dans sa section. Face au silence de Tucker, Cragen ordonne à Stabler une seconde arrestation de Pfeiffer pour le consulter sans relâche pour qu'il passe aux aveux sur sa double vie. Malheureusement, en retournant au gratte-ciel de Wall Street, Benson et Stabler sont interpellés par la présence des médias, d'une ambulance et de leurs collègues. Effectivement, Pfeiffer a été tué dans les toilettes de son étage, plus particulièrement étranglé avec un câble électrique. Choqué, son directeur, Keith Gerard, donne l'accès à son ordinateur ou encore ses dossiers à Fin à Munch, tout en leur attestant qu'il a repris son poste de chef après sa faillite personnelle, dès l'instant où Stabler et Benson font un bond chez son épouse anéantie par le décès de son conjoint. D'après elle, malgré le fait qu'elle leur brosse un portrait élogieux de Derek, elle leur confie qu'il était très secret au point de lui planquer ses actions louches pour nettoyer leur ardoise. En outre, elle leur déballe qu'il fréquentait souvent un bar et, plus important, qu'un officier a sonné chez elle. Pour la rassurer, il lui a exhibé son badge pour qu'elle le laisse franchir le seuil de sa résidence. Qu'il soit faux ou non, il lui a mis la pression pour mettre la main sur la cocaïne de son compagnon. Furax en apprenant que l'Unité spéciale l'a devancé, il est aussitôt reparti. Dans l'intention de le démasquer, Benson et Stabler forcent donc Tucker à collaborer avec eux. Sous la menace de Cragen qui lui souffle qu'il contactera sa hiérarchie pour évoquer ses méthodes peu reluisantes qui risquent d'entacher leur réputation, Tucker leur dévoile qu'il a déjà organisé plusieurs missions d'infiltration dans ce réseau de trafic de lait intoxiqué pour confondre un ripou au cœur des Affaires Internes. Fâcheusement, elles ont échoué car l'employé véreux en question réussit à les faire caboter. Soupçonné d'avoir fait taire le témoin gênant Pfeiffer pour couvrir le chef de ce commerce illégal et parfaitement huilé, le pourri paraît insaisissable jusqu'à ce que Cragen met en avant à Tucker l'idée de s'allier en faisant appel à Stabler pour qu'il s'infiltre dans cette chaîne dans l'espoir de l'attirer dans un guet-apens. En somme, déterminé à l'appréhender, Tucker se soumet à sa proposition et codirige cet ultime plan pour anéantir ce business destructeur, spécialement la branche à New York car le Mexique n'appartient pas à leur juridiction, dont un gamin en bas âge a été victime d'un empoisonnement dans les bras de sa maman. Comme Pfeiffer flânait la plupart de son temps libre dans un pub, l'Unité spéciale théorise qu'il y vendait donc sa cocaïne d'origine mexicaine à la solde de la crapule qui l'a assassiné et de son supérieur sans visage. Résolu comme Tucker à leur tendre un piège pour les débusquer, Stabler se fait passer pour un homme d'affaires junkie dans le bistrot fétiche de Pfeiffer où il prétend au barman qu'il est réellement toxicomane. Du coup, le serveur lui présente un client, Frank, qui goutte à sa coke et, pour clore un deal, le somme à le suivre à l'arrière de l'établissement. 

### Épisode 13:Trafic d’influence
- États-Unis : 24 janvier 2003 sur NBC
- France : 13 décembre 2003 sur TF1

- États-Unis : 16,10 millions de téléspectateurs[3] (première diffusion)

- Gene Canfield : capitaine John Royce
- Jose Pablo Cantillo : Wilberto "Willie" Angel
- Jason Catalano : officier Randall Grant
- Chad L. Coleman : gardien de prison
- Victor Colicchio : le barman
- Helen Coxe : Mrs. Hartford
- Bruce Kirkpatrick : sergent de poste
- Amy Landecker : Stephanie Grayson
- Joie Lee : infirmière de prison
- A.B. Lugo : Jose Ortega
- William Mapother : officier Luke Edmunds
- Chazz Menendez : Broussard
- James Joseph O'Neil : Chris Hartford
- Nathan Perez : Nathan Duarte
- Johnny Pruitt : Andrew Pennington
- Agustin Rodriguez : Hector Ramirez
- Terry Serpico : officier Les Cooper
- Scott Sowers : le détective des fraudes
- Robert Stanton : P.B.A. Representative

### Épisode 14:Une mort prématurée
- États-Unis : 31 janvier 2003 sur NBC
- France : 25 mai 2003 sur TF1

- États-Unis : 15,50 millions de téléspectateurs[3] (première diffusion)

- Paul Adelstein : Steven Kellerman
- Dean Alai : Jeff
- Lisa Barnes : la présidente du jury
- Allison Briner : Colleen Swanson
- Caren Browning : Dr. Sheila Queen
- Larry Bryggman : avocat de la défense Rowan
- Chris Chalk : Leo
- Michael Deeg : Frank Savvas
- Gregg Edelman : Daniel Brown
- Heather Goldenhersh : Ellen Swanson
- Judd Hirsch : Dr. Judah Platner
- Ned Luke : Roger Swanson
- Elizabeth Mitchell : Andrea Brown
- Nathalie Paulding : Patty Swanson
- Keno Rider : Dr. Klein
- Gerry Rosenthal : Paul Howley
- Stephen Schnetzer : rabbin Birnbaum
- Patty Weaver : la réceptionniste de l'hôpital

### Épisode 15:Trafic d’innocence
- États-Unis : 7 février 2003 sur NBC
- France : 3 janvier 2004 sur TF1

- États-Unis : 15,50 millions de téléspectateurs[3] (première diffusion)

- Tyler Alexander : ambulancier
- Jeff Blumenkrantz : Mike Schwartz
- Lothaire Bluteau : Erich Tassig
- Ben Bode : Mike Pearson
- Chris Breslin : commissionnaire en douane
- William H. Burns : Uniforme #3
- Cherelle Cargill : la vendeuse
- Frank Ciornei : officier tchèque #1
- Leonid Citer : le vendeur
- David Deblinger : Ron Crowley
- Dagmara Dominczyk : Kate Logan
- Alexis Dziena : Mia Van Wagner
- Sarah Elliott : Kristen
- Stephen Gevedon : Nicholas Taylor
- Rob Grader : avocat Gerald Lockhart
- Zena Grey (de) : Samantha Gilligan
- Pam Grier : agent Claudia Williams
- Michael Hajek : officier tchèque #2
- Fulani Hart : Uniform #2
- Ellen Lancaster : Mrs. Van Wagner
- William McNamara : détective Sam Bishop
- Chris Mendoza : Dave
- P.J. Morrison : Uniforme #1
- Gina Rose : Amy Taylor
- Jeremy Webb : technicien Ted Grable
- Stephen Gevedon : Nick Taylor

### Épisode 16:La Femme aux bottes rouges
- États-Unis : 14 février 2003 sur NBC
- France : 29 novembre 2003 sur TF1

- États-Unis : 14,50 millions de téléspectateurs[3] (première diffusion)

- Jolly Abraham : Detchen Gyatso
- Sara Barnett : Greta Thorson
- Andrea Bianchi : Christian Miller
- Larry Brustofski : John
- Margaret Colin : Mrs. Krug
- Judy Del Giudice : juge Corwin
- Ron Domingo : Manager
- Paul Fitzgerald : Ryan Chambers
- Travis Guba : Marshall Bowman
- Charlie Hofheimer : Jerry Dupree
- Erin McLaughlin : Clara Johnson
- Jodi Long : directrice du centre
- Selena Nelson : la prostituée
- Jesse Perez : technicien Carlisle
- Ryan Postal : Brendan Krug
- Juliet Pritner : officier Bailey
- Latarsha Rose : Laurie Schneider
- Steve Schirripa : Paulie Obregano
- Henry Strozier : Dr. Shelton
- Fred Weller : Preston Bennett
- Ed Vassallo : ambulancier Rodriguez

,

### Épisode 17:Poussée au suicide
- États-Unis : 21 février 2003 sur NBC
- France : 8 novembre 2003 sur TF1

- États-Unis : 15,00 millions de téléspectateurs[1] (première diffusion)

- Scotty Bloch : Mr. Blundell
- John Bolger : Douglas Lamerly
- Sarah Wayne Callies : Jenny Rochester
- Jonathan Hogan : le directeur
- Michael Learned : Candace Lamerly
- Steven Marcus : le propriétaire
- John Ottavino : Tom Paysen
- Keith Reddin : technicien de laboratoire
- Malaya Rivera-Drew : Suzie Fleckner
- Tina Sloan : Mrs. Hartnell
- Dan Snook : Angus Rochester
- Erik von Detten : Drew Lamerly
- William Wise : Roger Burnbaum

Dans une serre protégeant son petit jardin, une vieillarde tombe sur le cadavre d'une jeune fille qui s'est probablement jetée d'une tour voisine, appartenant à une famille très fortunée, les Lamerly. Aussitôt sur place, Benson et Stabler constatent qu'elle est habillée en domestique tandis que le médecin-légiste les informe que son corps est recouvert de lacérations anciennes et de marques de tapes. Surtout, en raison de ses lésions vaginales, elle a sans doute été violée par son agresseur avant de se précipiter consciemment dans le vide. Dès lors, pour savoir s'il s'agit bien d'un suicide ou bien d'un meurtre accompagné d'un viol, Benson et Stabler se rendent au domicile des Lamerly où ils rencontrent l'agent de sécurité, Tom Paysen, ainsi que la matriarche, Candace. Inquiétés à l'idée de savoir que l'Unité spéciale pénètre leur vie d'apparence exemplaire et stricte, par peur d'attirer les médias, ils les laissent rentrer chez eux où ils leur assurent que leurs bureaux et leur appartement étaient vides tout le week-end car toute la famille se trouvait au Connecticut. Pour le prouver, Paysen leur remet les vidéos de surveillance tandis que son employeur, Douglas, les guide vers une femme de ménage, Anna Rivera, qu'ils viennent d'employer et qui ne donnent plus de signes de vie. Cependant, comme la chute était particulièrement musclée, la défunte n'a plus de visage et il est pratiquement impossible de l'identifier. En fouillant la chambre d'hôtel de Rivera avec le propriétaire, Benson et Stabler se rendent compte que tout est en ordre, ce qui paraît louche à leurs yeux d'autant plus qu'elle a déjà payé le loyer de plusieurs mois en avance. De son côté, en examinant le cadavre, Warner théorise que la victime était maltraitée depuis plusieurs mois, ce qui ne garantit pas qu'elle a été abusée sexuellement. En d'autres mots, en l'absence de preuves concrètes permettant de le soutenir, elle était peut-être férue de sexe brutal et de jeux érotiques car, lors de sa mort, elle portait des talons aiguilles et des collants de luxe, beaucoup trop chers pour elle si elle était vraiment au service des Lamerly. En observant ses doigts, Warner remarque des résidus d'un produit utilisé pour nettoyer des bobines de 35mm, un indice qui mène l'Unité spéciale vers une école de cinéma où une certaine Carmen Trancoso manque à l'appel depuis le lundi matin. À l'université, l'une de ses amies confie aux enquêteurs que celle-ci entretenait une relation amoureuse intense et déchaînée avec un gosse de riche, soit le fils des Lamerly, Drew. Depuis leur séparation, leur complicité s'est envenimée car, humiliée et rabaissée, elle s'est renseignée auprès d'un avocat spécialisé dans les procédures corporelles pour lui intenter un procès pour violence conjugale et, enfin, agression sexuelle à répétition. Malheureusement, faute d'un dossier robuste contre lui, surpris d'apprendre son choix de mourir, il lui a conseillé de le poursuivre pour coups et blessures mais non pour le second crime, prétextant qu'elle ne pouvait pas affirmer qu'il était un violeur. D'ailleurs, terrifiée de perdre son visa, elle s'est résignée à aller voir la police pour témoigner contre lui. Au poste, alors que l'Unité spéciale hésite à trancher entre un homicide ou une défenestration volontaire, son ancien petit ami, Drew donc, se présente aux détectives et leur confesse que leur couple était toxique car elle l'influençait sans arrêt, souvent en lui mettant la pression, pour qu'il la malmène physiquement au lit pendant leurs rapports sexuels brutaux. Choqué par ses exigences de plus en plus hard, il a décidé d'arrêter de la dominer pour la plaquer, une séparation qui aurait meurtri Carmen au point de le harceler sans arrêt pour qu'il se revoient. Bref, une histoire d'amour passionnelle et excessive qui s'est achevée par le décès de Carmen qui, d'après lui, l'a contacté de sa résidence par téléphone pour lui demander de la retrouver. Après avoir refusé son caprice, elle aurait donc opté pour un acte délibéré de mettre un terme à sa vie. Véritablement absent lors de son chantage ultime, comme l'atteste une photographie garantissant qu'il était dans le Connecticut, ses relevés téléphoniques jurent bien qu'elle l'a appelée quelques secondes avant son trépas. Décrite comme une harceleuse voire une sociopathe prête à tout pour le reconquérir, Carmen est aussi accablée par la défenseuse des Lamerly, maître Lorna Scarry, qui fournit à Benson et Stabler des témoignages de ses précédents amants qui certifient qu'elle était adepte de pratiques sado-masochistes tel que l'asphyxie érotique, le bondage ou encore la soumission. Fâcheusement, elle ne peut plus se défendre et, au bénéfice d'évidences en béton établissant que Drew ne l'a pas molestée et poussée au suicide car il n'était pas avec elle dès l'instant où elle s'est défenestrée, le capitaine Cragen ordonne à son équipe de classer l'affaire rapidement s'il ne réussit pas à spécifier qu'elle a été tuée par son ex-conjoint. Grâce à une reconstitution vidéo exécutée par la police scientifique, Benson et Stabler sont avertis par leur collègue Morales qu'elle était bien sur la terrasse du domicile des Lamerly où ses empreintes ont été prélevées sur une rambarde. Or, elles annoncent qu'elle s'est accrochée à reculons, c'est-à-dire que quelqu'un lui a barré la route ou lui a fait barrage pour la diriger vers le précipice où elle a tenté de s'agripper contre la rampe métallique. En outre, Morales leur dévoile donc sa recomposition où il leur communique que sa position au pied de la tour est celle d'une personne qui a été balancée dans l'abîme. Tout compte fait, contrairement aux allégations de la défense des Lamerly, Carmen a été assassinée par quelqu'un de leur clan fermé ou secret et l'Unité spéciale s'intéresse de près à l'unique enfant de Douglas, Drew, dont la mère toxicomane les a abandonnés. Garçon modèle et studieux, protégé par sa grand-mère  surprotectrice qui s'occupe de lui depuis le départ de sa maman, il s'avère que celui-ci sembler dissimuler aux flics de l'escouade des tendances déviantes et impulsives enclin à la domination, voire au rabaissement, du sexe féminin. 

### Épisode 18:Témoin muet
- États-Unis : 14 mars 2003 sur NBC
- France : 22 juin 2003 sur TF1

- États-Unis : 16,48 millions de téléspectateurs[1] (première diffusion)

- Christy Baron : Ariana Kane
- P. J. Benjamin : Lloyd Jackson
- Sandra Bernhard : avocate Priscilla Chaney
- Signy Coleman : Kim Hoffman
- Rob Estes : Dan Hoffman
- Rita Gardner : la voisine
- Kate Goehring : Docteur Saily Ivers
- Michelle Hurst : Vita Weldon
- Lord Jamar : Leon
- Adam LeFevre : le chef de la police à Rye
- Mark Lolito : Mike Rizzo
- Amy Love : Dana McGuire
- Stephen Mailer : Mr. McGuire
- Haviland Morris : Dawn Trent
- Michele Santopietro : Mandy
- Suzanne Shepherd (en) : la vieillarde
- Richard Thomsen : Allen Wheaten
- Max Jansen Weinstein : Tommy Hoffman
- Welker White (de) : Jill Hoffman

En pleine nuit, une femme appelle les pompiers car une fumée asphyxiante se dégage de l'appartement fermé à clé de sa voisine. Arrivés sur place, elle leur apprend qu'un petit garçon, Mikey, est à l'intérieur et qu'il ne répond pas. Les hommes de feu cassent la porte et aperçoivent une casserole en train de cuire sur une plaque de cuisson. Ils aperçoivent l'enfant en pyjama, replié sur lui-même et taché de sang, dans un coin de son domicile. Dans la chambre de sa mère, ils la découvrent gravement blessée au visage sur son lit. À l'hôpital, appelés pour veiller sur Mikey, Benson et Stabler sont informés par une infirmière que la victime, en état critique, a été violée et sodomisée. Son agresseur n'a laissé aucun de ses fluides en elle. En raison de ses hématomes subduraux aigus, elle est sur le point d'être opérée pour survivre. Quant à Mikey, hospitalisé dans une autre pièce, il n'est pas blessé et le sang retrouvé sur lui appartient à sa mère. Benson tente de le faire parler pour savoir ce qui s'est passé mais, traumatisé, il est profondément mutique. En s'exprimant avec ses doigts, il lui dit qu'il a six ans et touche son badge de policière pour être sûr qu'elle soit de la police. En raison de son mutisme, Benson prévient son collègue que l'enquête sera compliquée. En retour, il lui fait part du décès de sa mère, morte dans le bloc opératoire... 
Sur le lieu du crime, Benson et Stabler remarquent que l'agresseur a emmené avec lui le sac et le porte-monnaie de la défunte. Il a également effacé ses propres empreintes et son sperme. À cause de la piètre qualité de l'appartement, facile d'accès et peu protégé, il a pu s'introduire facilement par la fenêtre. Un expert scientifique leur théorise que, après l'avoir assommée par surprise et violée, il l'a refrappée sauvagement au visage avec une lampe de chevet. Il l'a donc laissée pour morte avant de s'enfuir. Dans le coin à l'entrée de sa chambre, où Mikey s'était cachée, ils décèlent une trace d'urine ce qui démontre qu'il a été témoin du viol et de l'agression de sa mère. Terrifié, il s'est fait pipi dessus tout en se cachant. De plus, des traces ensanglantées de ses mains sont retrouvées sur le mur près du lit de la morte. Il a donc tenté de la réveiller en touchant son visage tuméfié, sans succès. Leur voisine, qui a alerté les pompiers, leur déclare qu'elle n'a rien entendu et qu'elle a été réveillée par l'odeur de la fumée. Elle leur livre son prénom, Dana, et leur enseigne qu'elle avait emménagé un mois auparavant avec son fils dans l'immeuble. Son propriétaire leur dévoile son identité complète, Dana McGuire. Peu impliqué pour leur donner son bail, prétextant qu'il est incapable de retrouver les papiers en question car sa secrétaire est malade, Benson le menace de poursuivre juridiquement s'il ne coopère avec eux. Ce dernier, uniquement préoccupé par l'argent de ses résidents, leur explique qu'elle n'a pas déclaré son logement et qu'elle avait simplement payé en avance son loyer de trois mois. Il leur précise qu'elle lui avait montré son permis de conduire et qu'il avait retenu son ancienne adresse. Pourtant, en s'y rendant, Benson et Stabler rencontrent donc son mari... et Dana, bien vivante. Celle-ci leur rapporte que, lors d'une séance de yoga avec son bébé en ville, quelqu'un lui a dérobé son permis. Il a été rapidement appréhendé dans un magasin, sans cette carte, et emprisonné pour six mois à Rikers Island. Questionné par le duo d'enquêteurs, qui leur proposent de terminer sa peine dans un centre de réadaptation en échange d'infos, il leur met les choses au clair. Dans un restaurant, il a rencontré une femme, en l’occurrence la défunte, qui n'avait pas de papiers pour trouver un travail. Il lui a vendu ceux de Dana et elle a donc usurpé son identité. Enfin, il leur révèle le prénom de l'inconnue. Elle s'appelait Jill et son petit garçon se nomme réellement Tommy, Mikey n'étant qu'un pseudonyme. Le médecin-légiste Warner leur certifie que le violeur lui a fracassé son visage et qu'elle est morte d'une hémorragie cérébrale. En outre, son décès remonte en début de soirée. Or, les pompiers sont intervenus vers la fin de la nuit. Choqué et , Tommy a donc assisté à l'agonie sa mère sans pouvoir la sauver. En inspectant son corps, Warner expose aux enquêteurs des cicatrices sur ses reins dues à des opérations chirurgicales. Jeune, elle a subi une chimiothérapie qui l'a rendue stérile. Tommy n'est donc pas son fils biologique et un test ADN confirme sa théorie. Dès lors, Benson et Stabler pensent qu'elle l'a enlevé ou adopté mais il n'est pas inscrit sur la liste des enfants disparus. Au poste de police, chargé de le surveiller, le docteur Huang leur soumet des dessins qu'il a faits pour s'exprimer. Il a notamment dessiné le meurtre de Jill, dont il a été témoin, et Benson qu'il considère comme sa bienfaitrice. Poussé par Huang, elle décide de le mettre en confiance en complimentant son don pour le dessin et tout en l'appelant Tommy, ce qui le fait réagir. En lui remontrant son badge, elle lui promet qu'elle va le protéger et lui prête son portable. Lorsqu'elle lui demande s'il connait le numéro de son domicile, Tommy le rejette elle lui suggère de lui taper un numéro de ligne d'urgence qu'il a mémorisé hormis celui de la police. Il le reprend aussitôt pour en appeler un autre qu'il a mémorisé. Il s'agit d'une ligne d'urgence pour les violences domestiques... Une employée reléguée aux appels de femmes battues reconnaît la victime sur une photo. Elle s'appelle bien Jill Hoffman et elle l'avait déjà appelée. Face à Benson et Stabler, elle leur exprime son dégoût pour son époux, Dan, qu'elle accuse ouvertement de l'avoir tuée car il est un homme violent qui l'a isolée de ses proches. Placée dans un foyer, elle est restée 3 semaines avant de repartir pour récupérer son beau-fils, Tommy, chez son mari qu'elle aimait terriblement comme s'il était son enfant. Mais, comme leur rappelle l'employée en question, elle n'a pas pu l'emmener avec elle car, étant sa belle-mère, elle n'avait aucun droit sur lui. Peinée pour elle, et refusant d'être complice d'un enlèvement, la ligne d'urgence lui a suggéré une avocate pour l'aider à obtenir sa garde. Abasourdie d'apprendre que Jill est morte sous les coups probables de son conjoint, et que Tommy était à son chevet toute une nuit, celle-ci lève le voile sur les Hoffman. Deux ans après leur mariage, Dan a commencé à la violenter comme il l'avait fait avec son ancienne épouse, Kim, qui a disparu lorsque leur fils Tommy eut trois ans. Dan n'a jamais frappé leur enfant mais il le terrorise psychologiquement. Terrifiée à l'idée qu'il le maltraite comme elle, Jill a voulu être sa garante et fuir Dan avec lui, en vain. Elle n'a pas pu porter plainte contre lui ni obtenu sa garde car Dan est considéré comme un agent immobilier chaleureux et investi dans sa ville natale, Rye. Personne n'aurait cru Jill, en somme. À Rye, le chef de la police leur garantit qu'il est un bon samaritain car il offre des grandes maisons pour les plus démunis et que sa première femme, Kim, a quitté sa famille pour partir avec son amant. Dan serait donc un excellent père et un citoyen au service de la réussite de sa ville. Surtout, il lui a stipulé que Jill et son fils sont partis en Floride quelques jours. À la mairie, une auxiliaire leur confie des photographies de journaux de Dan, relatant son succès populaire à Rye et son bonheur conjugal avec Jill, Tommy et sa première femme, Kim. Pour faire parler Tommy, Benson les lui montre à travers un album qu'elle a fabriqué. D'abord content de voir ces photos joviales avec Jill, il se referme sur lui-même en voyant celle de sa mère biologique, Kim. Il l'appelle "maman" et allègue à Benson que son père lui a fait croire qu'elle les a abandonnés car elle ne les aimait plus. Puis Jill l'a épousé et remplacé sa mère disparue. Puis Tommy lui narre son départ précipité avec Jill dans une nouvelle maison, loin de Dan car elle avait peur de lui. Elle ne voulait pas qu'il les retrouve. Soudainement, furieux, ce dernier débarque en personne au commissariat et met un terme à la conversation entre Benson et son enfant. Au moment où il l'emmène avec lui, Benson constate que Tommy a peur de son père et lui suggère qu'il peut refuser de partir avec lui. Sans succès car Dan a remis à Stabler un mandat de l'hôpital stipulant que Tommy est hors de danger et qu'il peut retourner auprès de lui... Le substitut du procureur Cabot prévient l'unité spéciale que Hoffman porte plainte contre eux car Benson et Stabler ne l'ont pas prévenu que Tommy était avec eux. Stabler s'interroge sur ses motivations car Dan n'a pas signalé sa disparition à la police... Cabot leur rafraîchit la mémoire en leur signalant que Dan est toujours présumé coupable et qu'une aucune preuve tangible ne l'incrimine, ce qui complique la demande de Benson pour réinterroger Tommy qui était sur le point de lui raconter la nuit du viol. De fait, Benson et Stabler se rendent chez Hoffman et réclament son accord pour parler à Tommy. Dan rejette leur requête en leur signifiant qu'il consulte déjà un psy pour guérir. Rapidement, le duo de flics le malmènent en l'accusant de vouloir l'empêcher de le dénoncer. Surtout, ils le soupçonnent de mentir sur Jill car il a spécifié à tous ses proches qu'elle était en Floride avec Tommy... Hoffman se justifie en disant qu'il a voulu protéger sa réputation en mentant car elle était, selon lui, mentalement instable. Il a donc pris le choix de pas appeler la police pour signaler leur disparition par peur d'effrayer Jill qui, d'après ses dires, disparaissait régulièrement quelques jours avant de revenir à la maison. Enfin, il leur indique qu'il n'a pas pu la violer dans son nouveau domicile car il était présent à un gala des agents immobiliers. Sa voisine de table leur maintient qu'il était bien à la soirée mais qu'il s'est absenté une longue heure, lui promettant une danse dès qu'il sera de retour du bar. Pourtant, il est revenu plus tard et il était complètement débraillé. Son témoignage décrédibilise l'alibi de Hoffman... Il aurait pu donc disparaître pour violer et tuer Jill avant de revenir au gala. De son côté, Cabot propose au juge Ridenour de soumettre Tommy à un examen psychologique du docteur Huang mais Hoffman s'y oppose en spécifiant qu'il est du côté de l'accusation. Il conseille plutôt qu'il soit examiné par une spécialiste des traumatismes d'enfance. La Cour se joint à lui et s'oppose à la demande de Cabot. En retour, elle persuade le juge de placer Tommy dans une famille d'accueil car son père est accusé du viol et du meurtre de sa belle-mère mais également suspecté d'antécédents de violence conjugale envers ses deux femmes. L'avocate de Hoffman la contredit en lâchant que Jill était instable et qu'elle a calomnié son client pour divorcer de lui et obtenir la garde de son enfant au point de l'enlever. Elle met en avant le fait véridique que la police est incapable de prouver que Hoffman savait où la trouver donc il n'a pas pu la brutaliser à mort. Ridenour tranche entre les deux camps et se range du côté de la défense. Tommy restera avec son père. Pour prouver son innocence, Hoffman accepte d'être interrogé par Benson et Stabler en présence de son avocate. Ce dernier a du mal à défendre son alibi car le barman ne se souvient pas de lui. Puis il leur donne à entendre qu'il est sorti dehors pour parler avec d'autres invités mais il est incapable de les nommer. Stabler le met à mal quand il lui précise qu'il faut environ cinq minutes en taxi pour aller chez Jill et retourner rapidement au gala. Hoffman persiste : il ne connaissait pas l'adresse provisoire de Jill et de Tommy. S'il l'avait su, il aurait tout fait pour la raisonner et récupérer son fils. Néanmoins, agacée par son rôle de veuf faussement éploré qui a réponse à tout, Benson le met en cause et le blâme pour l'avoir laissé auprès de sa mère dans un appartement en train de brûler. Plus que tout, elle lui évoque la peur que ressent Tommy lorsqu'il le voit. Mais ils n'ont pas de preuves solides pour mettre en évidence sa connaissance du nouveau domicile de Jill. Benson et Stabler se sont aperçus que Hoffman n'appelle jamais Jill ni Tommy par leurs prénoms mais il les chosifie en disant "ma femme" ou "mon enfant". Heureusement, Munch les guide vers une nouvelle piste. Jill a encaissé des chèques sous son faux nom, Dana McGuire. Elle travaillait dans un club de strip-tease où elle voulait gagner hâtivement de l'argent. Une strip-teaseuse leur stipule qu'elle était nouvelle et que beaucoup d'hommes d'affaires viennent les voir avant de retourner dans leurs familles. Elle leur relate que Jill/Dana a quitté précipitamment son job car elle a reconnu un client, une ancienne connaissance de Rye, dans le public. Grâce à sa carte bancaire, elle est identifiée et il se nomme M. Rizzo. Contraint de coopérer avec eux pour que sa femme ne sache pas qu'il fréquente un club de strip-tease, il leur révèle qu'il a appelé  Dan pour lui dire qu'il avait vu le portrait craché de Jill sur scène. Convaincue par Benson et Stabler qu'il soit le violeur et meurtrier de Jill car il connaissait son adresse et parce que son alibi est bidon, Cabot donne son autorisation pour l'arrêter. Elle les prévient : face au jury, il parviendra à s'innocenter en jouant le veuf éploré et le père idéal tout en salissant Jill qu'il fera passer pour une folle. Par contre, pour l'en empêcher, elle peut le mettre en examen sans le faire directement en présentant les faits à un grand jury comme partie d'une enquête sur le meurtre de Jill. Elle ne sera pas obligée de prévenir Hoffman et il ne pourra pas témoigner sans son avocate. C'est un succès. Alors que Tommy est placé dans une famille d'accueil, Hoffman est arrêté pour le viol et le meurtre de sa femme. 
Lors de sa mise en accusation devant le juge, il plaide non coupable pour homicide volontaire non prémédité. Son avocate le défend en soutenant qu'il a un casier judiciaire vierge pour qu'il ne soit pas incarcéré car il n'y a aucune preuve concrète contre lui. Irrité par Cabot qui a contourné la loi pour qu'il soit appréhendé et ramené devant la Cour, Ridenour fixe une caution peu élevée pour sa libération. Sollicité par une requête de l'avocate de Hoffman, celle de rejeter une liste de témoins appelée à la barre à qui Jill avait raconté qu'elle était battue par Dan, le juge s'oppose à Cabot et lui interdit des témoignages clés contre Hoffman car, selon loi, il doit avoir le droit de contre-interroger ces accusations. L'enquête de l'unité spéciale est dans une impasse. Quant à la défense, elle va argumenter que Jill vivait dans un quartier à risque, qu'elle était strip-teaseuse et qu'elle a été violée et tuée par un cambrioleur. Même si Benson parvient à faire parler Tommy contre son père, son témoignage ne sera pas pris en compte par le juge qui a exclu Cabot de l'interroger. En revanche, il peut être assigné à comparaître mais c'est un risque pour deux raisons. Soit il ne sera pas préparé pour être interrogé, soit son père l'a conditionné en le torturant psychologiquement pour qu'il ne l'accuse pas du viol et du meurtre de sa belle-mère. Déterminée à le faire tomber, Cabot soumet l'idée à Benson et Stabler de retrouver la mère biologique de Tommy, Kim, pour qu'elle l'interroge car la loi ne lui interdit pas. Le problème est qu'elle est portée disparue et qu'elle n'a plus donné aucun signe de vie. Leur ancien voisin rétorque à Benson et Stabler que Dan isolait Kim du voisinage et que son corps était recouvert de bleus. Personne ne la connaissait car Dan l'interdisait de parler à qui que ce soit, mais tout le monde savait qu'elle était une femme battue. Selon lui, il l'a tuée et s'est débarrassée d'elle car il a vu une ombre remplir une camionnette noire, garée devant chez eux, de sacs poubelles. Le lendemain, elle a disparu sans laisser de traces et, inquiet pour elle, il a appelé la police pour leur donner la plaque d'immatriculation du véhicule suspect. Le chef de police de Rye réitère que Hoffman est un homme innocent car bon auprès de Benson et Stabler. Il leur remet le dossier sur la propriétaire du van. Elle s'appelle Dawn Trent et elle vit à Port Chester. Interrogée par Stabler, qui l'accuse de complicité du meurtre de Kim, elle nie la connaître puis se rétracte en lui affirmant qu'elle l'a aidé à fuir son mari violent. Elle lui souffle qu'il est ami avec toute la ville, dont la police, qui l'adore et que personne ne peut croire que ce gendre à l'apparence idéale est un époux brutal et tyrannique avec sa famille. La seule façon de s'enfuir est de partir loin de lui et de s'évanouir dans la nature sous une nouvelle identité. Comme sa situation était alarmante, pour qu'elle ne décède pas sous les coups de Dan, elles n'ont pas pu prendre Tommy avec elles. Dawn l'a donc récupérée chez elle, lui a fourni de l'argent puis elle a passé le relais à d'autres femmes qui, de ville en ville, lui ont donné un coup de main pour qu'elle reparte à zéro. L'une d'entre elles, la dernière à l'avoir épaulée dans sa reconstruction, décèle à Stabler qu'elle travaille aujourd'hui dans un pressing à Torrington. Il parvient à la retrouver, sous le nom de Jane, mais celle-ci ni être Kim. Lorsqu'il lui parle de Tommy, elle craque et, en pleurs, regrette de l'avoir laissé auprès de son père. Il la frappait tellement qu'elle ne pouvait plus tenir debout et elle avait peur pour sa vie. Une fois en sûreté, elle a voulu chercher Tommy mais elle l'a aperçu avec sa belle-mère, Jill, qu'il appelait "maman". Bouleversée de le voir heureux, elle a décidé de le laisser avec elle car, d'après elle, elle ne pouvait pas lui offrir une vie heureuse. Anxieuse de savoir s'il l'aime toujours, Stabler la persuade de parler à Tommy pour qu'il témoigne contre son père qu'il a vu violer et tuer Jill. Sinon, il retournera vivre avec lui sous le même toit où, un jour ou l'autre, il sera à son tour victime de la violence de Dan. S'il ne témoigne pas, Dan sera acquitté du viol et du meurtre de sa seconde épouse. 

### [2]Épisode 19:Viol: mode d’emploi
- États-Unis : 28 mars 2003 sur NBC
- France : 1er novembre 2003 sur TF1

- États-Unis : 15,31 millions de téléspectateurs[1] (première diffusion)

- Sherry Anderson : Mrs. Macnamara
- Julie Boyd : Mrs. Lathan
- Carolee Carmello : Sylvia Price
- Chan Casey : Rob Canotti
- Richard D'Alessandro : le barman
- Paul Doherty : Jeff Lathan
- Michael Hobbs : Mr. Roumel
- Scott Johnsen : le démineur
- Susan Kellerman : Mrs. Hedges
- Brian Kerwin : Stanley Billings
- Jason Madera : le jeune homme
- Gabriel Millman : Kevin Roumel
- Sandy Moore : la juriste qui donne le verdict
- Joe Rosario : le chauffeur de bus
- Sean Sanders : Caleb
- Stephanie Schweitzer : la fillette
- Bailey Slattery : Amy Prescott
- Eric Thal (en) : Tommy Hedges
- William Oliver Watkins : sergent de l'ESU
- Ellen Whyte : Mrs. Prescott
- Winslett Wilson : Stacey

Une professeure d'école s'apprête à prendre un bus avec ses élèves pour visiter un musée. Mais l'un d'entre d'eux lui fait remarquer que quelqu'un a vraisemblablement laissé sa valise dans l'autocar. Effrayée à l'idée qu'une bombe soit dissimulée dans ce colis suspect, elle les fait aussitôt évacuer du véhicule. À leur plus grande surprise, à l'intérieur, les démineurs y découvrent le cadavre contorsionné d'une petite fille de 9 ans ligotée les mains derrière le dos. Chargés de l'enquête, Benson et Stabler remarquent qu'elle a été manucurée et ses cheveux ont été teints en blond. Elle est également vêtue comme une princesse. Le médecin-légiste Warner les met sur la piste des concours de mini-miss, une hypothèse confirmée par le nez refait de la morte. Son autopsie démontre qu'elle a été bâillonnée puis violée par son bourreau et, enfin, elle est décédée en s'étouffant dans son propre vomi. Cependant, une herbe est retrouvée sur ses vêtements, une plante qui ne pousse que dans les Everglades, en Floride. Elle a donc été enlevée avant de subir les sévices de son agresseur, lequel a laissé son ADN en elle. Cependant, l'enquête s'avère ardue car l'Unité spéciale ne parvient pas à mettre un nom sur la défunte. Même le comité du concours de beauté national Miss Angel ne la reconnaît pas car, avant de concourir à un défilé, chaque fillette doit passer une pré-sélection. En interrogeant leur formatrice qui prépare le prochain gala, puis alertés par Benson et Stabler qui les préviennent qu'un couple a signalé la disparition de leur enfant dans le comité de Nassau, Munch et Cragen parviennent à mettre la main sur la candidature de la suppliciée. Elle s'appelle Cherie Lathan et elle a 9 ans. Anéantis, ses parents révèlent à Benson et Stabler qu'elle a concouru à plusieurs concours de beauté avec l'une de ses copines, Amy, sans jamais les remporter. Alors que son père certifie qu'elle a désiré refaire son nez, sa mère l'accuse de l'avoir poussée à le faire. Puis ce dernier confesse qu'il n'a pas signalé l'enlèvement de Cherie car il pensait qu'elle avait dormi chez Amy et que, le lendemain, elle s'était rendue à l'école avec elle. D'autant plus qu'il semble être suspect car il l'a emmenée à une séance photo avant de la déposer chez son amie. Dès lors, pour se blanchir, il accepte de leur remettre son ADN. Quant à la mère d'Amy, désolée de ne pas l'avoir accompagnée, elle leur indique que Cherie est partie seule retrouver ses camarades de classe car Amy était tombée malade.  Quant à Amy,  elle fait part aux détectives d'un ado de leur école qui fantasmait sur Cherie au point de la harceler. D'ailleurs, ce dernier, Kevin, tient un blog où il écrit des histoires érotiques, parfois violentes, tournant autour d'elle, ce qui fait de lui un coupable idéal car il a la réputation d'un obsédé sexuel qui tourmente des collégiennes plus jeunes que lui. Lors de son interrogatoire, où il se dit innocent, il refuse de donner ses empreintes et informe à Fin et Munch qu'ils ne peuvent pas l'arrêter pour son imagination perverse. Agacé par son fils, son père lui ôte un cheveu et le leur donne. Mais les résultats sont négatifs : ni lui ni le géniteur de la fillette ne l'ont violée et laissée mourir dans ses évacuations. En revanche, Warner leur communique un nouvel indice. En effet, dans le sperme du violeur, elle a décelé de la progestérone, une hormone féminine, soit un médicament utilisé par les délinquants sexuels pour qu'ils soient castrés chimiquement. Il en a donc absorbé pour empêcher la production de testostérone dont elle en a également prélevé  dans l'ADN parsemé dans le sexe de la morte. En d'autres mots, il a pris le choix volontaire de mettre un terme à sa castration chimique pour assouvir ses pulsions sexuelles et de repasser à l'acte. Pourtant, seulement 9 États autorisent ce traitement médical censé empêcher les pédophiles de succomber à leurs envies interdites. Selon le docteur Huang, les pédophiles fantasment sur les mini-miss car elles sont à la fois innocentes et provocantes. Dès lors, en raison des graminées des Everglades prélevées sur le pull de Cherie, Stabler et son équipe se focalisent sur la Floride où résident deux assaillants, considérés comme irrépréhensibles, sous progestérone attirés par les gamins. En épluchant leurs dossiers qui suivent leur guérison, Munch remarque que l'un d'entre eux s'est installé à Jersey City après sa libération de prison. Il fut incriminé pour avoir enlevé une mini-miss de 10 ans qui a réussi à s'échapper... Questionné par Benson et Stabler, aujourd'hui libraire, il leur montre une preuve indiscutable pour leur assurer qu'il n'a pas violé Cherie : il a fait le choix d'être castré physiquement. Il est immédiatement écarté de leurs investigations. De leur côté, en Floride, Fin et Munch rendent visite à la mère d'un récidiviste, Tommy Hedges, en liberté conditionnelle qui suit également ce traitement chimique. Surprotectrice, elle leur conjure qu'il ne touche plus des mineurs et qu'il a recommencé sa vie en trouvant un travail, dans une agence de pub, à New York. Malheureusement, doutant qu'elle le protège, ils mettent la main sur un flacon de testostérone dans sa poubelle. Naïve, elle réitère ses propos en leur stipulant que, une fois par semaine, il retourne à Miami pour son injection et qu'il est désormais sain d'esprit. À Manhattan, son fils est arrêté pour violation de conditionnelle car il a fui la Floride pour travailler à New York tandis que son ordinateur est perquisitionné. Au poste de police, ce dernier se justifie en promettant à Benson et Stabler qu'il n'a pas trouvé d'emploi dans son État natal où il est inscrit dans le fichier des auteurs d'infractions sexuelles et qu'il a menti à son contrôleur judiciaire qui pense qu'il télétravaille chez sa mère. Lorsqu'il leur proclame qu'il désire mener une vie normale, Stabler lui présente le flacon de testostérone jetée dans les ordures pour avoir une explication. Mis à mal, il lui annonce qu'il ne veut pas être impuissant aux yeux d'une femme. Or, Benson le déstabilise en lui montrant une photo du cadavre de Cherie et des preuves qui l'accablent. Après avoir visité son superviseur judiciaire à Miami comme il doit le faire chaque semaine, il est retourné à New York comme le garantit l'ADN de la morte éparpillé dans le van de son père qu'il utilise pour voyager. Pour finir, le sien a été détecté dans le sperme récupéré dans l'organe sexuel de Cherie. Démasqué, Hedges craque et s'effondre en larmes. Dans son quartier, il l'a remarquée parmi d'autres petites filles et, attiré par celle-ci, lui a proposé de la ramener chez elle où il l'a déguisée en princesse puis violée dans son van. Enfin, ne supportant pas ses cris, il l'a bâillonnée et laissée s'asphyxier dans sa vomissure. En larmes, il leur garantit qu'il était sur le point de se rétablir mais qu'une histoire pornographique l'a incitée à repasser à l'acte. Dans son PC portable, contenant une multitude de photos pédopornographiques cryptées pour ne pas être découvertes par son surveillant ou l'Unité spéciale, Benson et Stabler divulguent "l'histoire de Janet", un mode d'emploi pour enlever, violer et tuer des fillettes en toute sécurité. Sous l'influence de ce récit fictif et didactique, Hedges l'a suivi à la lettre pour rassurer, agresser sexuellement et ligoter Cherie avant de se débarrasser de son cadavre tout en respectant les instructions qu'il a reçues dans sa boîte mail. 

### Épisode 21:Le Corps d’un autre
- États-Unis : 18 avril 2003 sur NBC
- France : 20 décembre 2003 sur TF1

- États-Unis : 14,80 millions de téléspectateurs[3] (première diffusion)

- Ariel Arce : Sarah Avery
- Bridget Barkan : Veronica
- Leland Gantt : EMT Stew Matos
- Michael Garfield : officier Matt Roberts
- Nicholas J. Giangiulio : John Avery
- Philip Hoffman : le psychiatre au procès
- Lindsey Kraft : Lisette
- Chad Lindberg : Eddie Cappilla
- Tanisha Lynn : Ricky
- Katherine Moennig : Cheryl Avery
- Mary Elaine Monti : Annabelle Avery
- Matt Seidman : Assistant M.E.
- Karen Shallo : juge Shechtel
- Todd Susman : l'assistant avocat
- Susan Varon : nurse Gruber
- Jonas Wadler : Jordan

Cheryl Avery naît en tant que garçon, sous le prénom de Charlie, et souffre du syndrome de Benjamin. Un soir lors d'une fête, elle tue Joe, le frère d'Eddy, sans le vouloir, car ce dernier a découvert son secret. Elliot Stabler et Olivia Benson, les deux inspecteurs de l'unité spéciale, mènent l'enquête et retrouvent la suspecte à son travail en train d'embrasser Eddy, son compagnon actuel. Celui-ci apprend, par le premier policier lors de son interrogatoire, que celle qu'il aime est en fait un garçon, car le test ADN révèle que le sang de Cheryl et celui de l'inconnu sont les mêmes. Choqué par ce qu'il vient de découvrir, il confronte sa compagne et lui touche l'entrejambe. Dégoûté, il se suicide en avalant des comprimés de digoxine dans les toilettes pour hommes de la Brigade, malgré le massage cardiaque pratiqué par Elliot.

### Épisode 22:La Dernière victime
- États-Unis : 25 avril 2003 sur NBC
- France : 20 juillet 2003 sur TF1

- États-Unis : 13,50 millions de téléspectateurs[3] (première diffusion)

- Annie Burton Alvarez : Janet Todesco
- Myndy Crist : Carrie Huitt
- Ray DeMattis : Artie Kabzinski
- Dana Eskelson : Karen Leighton
- Tyra Ferrell : Bethany Taylor
- Scott Holroyd : Dean
- Lisa Landry : Ilka
- Jenny Maguire : Kimberly Gardner
- Jennifer Riker : Renee Bassett
- Paul Rolfes : Christian
- Fred Savage : Michael Gardner
- Christa Scott-Reed : Noreen
- Adam J. Stern : Brendan Leighton
- Lauren Ward : avocate de la défense Erin Russ

### Épisode 23:Un crime dans la nuit
- États-Unis : 2 mai 2003 sur NBC
- France : 8 novembre 2003 sur TF1

- États-Unis : 14,00 millions de téléspectateurs[3] (première diffusion)

- Ed Bogdanowicz : sergent Traynor de l'ESU
- Larry Cahn : professeur Schneider
- Amber Cather : Angela
- James Andrew O'Connor : Jake
- D.J. Cotrona : Donovan Alvarez
- Josiah Early : Peter Kligman
- Dwayne Grayman : le porte-parole du jury
- Solange Sandy Groves : Danya
- Sophie Hayden : Mrs. Kligman
- Michele Hicks : Kimmie Robinson
- Paul Leyden : Perry Williams
- Ralph Lucarelli : Kip
- Martha Millan : Lindsey Hay
- Joe Morton : Ray Bevins
- David New : Dr. Thomas Allston
- Jerry D. O'Donnell : officier O'Brien
- Linda Powell : Julie White
- Gerardo Rodriguez : officier Ramirez
- Matt Servitto : Fred Hopkins

### Épisode 24:Un monde si parfait
- États-Unis : 9 mai 2003 sur NBC
- France : 22 novembre 2003 sur TF1

- États-Unis : 12,90 millions de téléspectateurs[1] (première diffusion)

- Russ Anderson : Roger Morse
- Barbara Barrie : Paula Haggerty
- Kimberly J. Brown : Jessica Morse / Margery Maddox
- Chuck Cooper : Monsieur Tassler
- Benim Foster : Détective Jim Jordan
- Gale Harold : Docteur Garret Lang
- Laura Harring : avocate Joan Quentin
- Anna Holbrook : Karen Morse
- Reginald Huc : officier Taylor
- Adriana Lenox : Madame Tassler
- Karen Ludwig : Marcie Kindersky
- Jack Mazzola : officier Cummings
- Juliet Adair Pritner : officier Bailey
- Brian Reddy : Ross St. Clair
- Peter Yoshida : l'employé de l'épicerie

En pleine nuit, une fusillade éclate dans une impasse, près d'une épicerie. Alors que la police y arrête un braqueur armé, elle y découvre aussi le corps d'une jeune sans-abri de 14 ans, une adolescente noire, recouverte par une couverture et blottie contre un mur. Benson et Stabler sont appelés sur le lieu du crime et découvrent que le lieutenant Ed Tucker des Affaires Internes a demandé leur présence pour qu'ils prennent en charge l'enquête. La défunte a des traces de brûlures au bras et un trou dans la tempe. Stabler remarque qu'elle a également des perles et un ruban dans ses cheveux. Elle a été durement maltraitée et torturée. Mais la tension montre entre eux et Tucker car ils le suspectent de vouloir couvrir une bavure policière. Selon eux, un flic l'a abattue et Tucker désirerait le protéger en faisant passer son meurtre comme un crime sexuel perpétré par un inconnu. Il utiliserait l'unité spéciale pour sauver la peau de l'un de ses hommes. Déterminé à retrouver son assassin, Tucker leur annonce qu'ils font fausse route et leur demande d'enquêter sur la mort de l'enfant. 
Son autopsie révèle qu'elle était déjà morte au moment où elle l'a reçue la balle perdue du voleur en pleine tête. En plus de vêtements bas de gamme et de quelques affaires sans grand intérêt, elle portait, autour de son cou, un collier précieux représentant le symbole de l'infini. Quant à ses brûlures, elle a été piquée par des blattes. Selon Warner, elle s'est étonnamment laissée dévorer par ces bestioles. Qu'elle soit SDF ou non, elle n'a rien pour se débarrasser de leur présence sur sa peau. Immédiatement, en raison de cet indice, l'unité spéciale pense qu'elle a été séquestrée et ligotée dans une cave lugubre infestée de ces insectes. La sans-abri inconnue a été identifiée : il s'agit de Samantha Tessler. Grâce à une fécondation in vitro, elle était enceinte. Issue de Pennsylvanie, elle s'était évanouie dans la nature huit mois plus tard, sans laisser de traces. Après quelques semaines de recherche, elle a été déclarée portée disparue. Ses parents identifient son cadavre et reconnaissent leur fille dont ils n'avaient plus de nouvelles depuis sa disparition. Son collier a été fabriqué sur commande par un bijoutier qui leur livre le nom du commanditaire, qui l'a payé grassement en échange de la fabrication de plusieurs bijoux du même acabit représentant le symbole de l'infini. Il s'agit du docteur Garret Lang, chercheur en stérilité connu pour injecter des hormones et de la testostérone dans l'organisme de ses clients afin de lutter contre leur vieillissement. Mais leur enquête prouve qu'il est la tête d'une secte scientifique, couverte par son avocate Joan Quentin. Sa complice, l'enseignante Paula Haggerty, recueille chez elle de jeunes adolescentes en déscolarisation, vulnérables et issues d'une famille aisée qui ont fugué de chez elles pour vivre à ses côtés, dans une "fondation du savoir", sous un nouveau nom. Peu de temps avant leur disparition volontaire, elles étaient inscrites dans des centres de cours de soutien scolaires bâtis financièrement par Lang et menés par une autre de ses sbires, Mrs. Kinderski, qui les a influencées à quitter le cocon familial en leur promettant un bel avenir chez Haggerty. Ils leur ont fait subir un lavage de cerveaux afin qu'elles renient leurs proches et pour qu'elles considèrent Haggerty comme leur vraie mère qui les éduque et les chérit. Benson et Stabler réussissent à les confondre car elles portent un tatouage du signe de l'infini sur leur poignet, un symbole qu'offre Lang en collier à ses patientes et protégées... Cependant, l'une d'entre elles, Jessica, apprend aux inspecteurs que Lang leur a annoncé la fin du monde qui, à cause de la destruction de la couche d'ozone, allait entraîner la stérilité de toute la population. Pour la sauver, Lang a donc décidé de cloner des cellules de bébés décédés dans les ovules des adolescentes sous son charme. En d'autres mots, en échange de donations de familles endeuillées par la mort de leurs nouveau-nés pour ses recherches, Lang leur a fait croire qu'il pouvait les cloner en utilisant ses protégées comme des cobayes. Cependant, l'enquête prouve que Lang a volé l'argent de ces familles en leur mentant sur le clonage humain, un projet impossible qui se révèle être de la science-fiction et qu'il a donc inséminé ces adolescentes, dont Jessica et Samantha, avec son propre sperme. Un test d'ADN le prouve bien : il est le père de leurs enfants. En apprenant la nouvelle, Jessica s'effondre en larmes et se confesse à Stabler. Elle a dénoncé Samantha à Haggerty car elle a levé le voile sur Lang. En effet, elle avait enfin compris qu'il n'était qu'un menteur pervers qui profitait de leur vulnérabilité et de leur naïveté.
Pour résoudre la mort de Samantha, Benson et Stabler vont devoir démanteler cette secte et démontrer que Lang est bien son assassin car elle a découvert qu'il était un charlatan. Leur unique chance de le faire tomber est Jessica et Paula Haggerty, l'enseignante qui a pris sous son aile toutes ces désaxées mal dans leur peau et marginalisées. Le substitut du procureur découvre sa blessure qui l'a poussée à travailler au côté de Lang et de son avocate qui, eux, cherchent à lui faire porter le meurtre de Samantha. Autrefois, la fille d'Haggerty a également fugué et ne lui a plus jamais donné de nouvelles. Lang lui a fait le cadeau de redevenir mère en pomponnant et éduquant ces adolescentes complexées qui sont parties de chez elles comme son enfant qu'elle n'a plus jamais revue. En lavant ses joues avec sa salive, elle a laissé son ADN sur elle... Novak parvient à la convaincre que Lang et Quentin s'apprêtent à l'accuser du meurtre de Samantha. Sa salive a été détectée sur la joue du cadavre de Samantha. 

### Épisode 25:Le Mensonge de trop
- États-Unis : 16 mai 2003 sur NBC
- France : 1er novembre 2003 sur TF1

- États-Unis : 13,70 millions de téléspectateurs[3] (première diffusion)

- Matthew Bennett : Mr. Stark
- Miche Braden : Nurse Tolentino
- Ashley Burritt : Vienna Sterling
- Kieran Campion : Seth Wolfford III
- Eisa Davis : Vera Galeano
- Ann Dowd : Sally Wilkens
- Siobhan Fallon : Linda Leggatt
- Heather Finn : Nancy
- Nicholas Hagelin : Bernie Thorkle
- Danny Hoch (en) : Morris Brandeburg / Bone Kracker
- Ashton Holmes : Davis Harrington
- Mark Jacoby : Phillip Dutton
- Daniel Letterle : Andrew Kenworthy
- Peyton List : Chloe Dutton
- Logan Marshall-Green : Mitch Wilkens / Max Van Horn / Eric Wayne Proctor
- Mary B. McCann : la conseillère d'orientation
- Amber McDonald : Jenna Sterling
- Mary Beth O'Connor : avocate Andrea Forbes
- Brette Taylor : Mrs. Dutton
- Ciaran Tyrrell : Keith
- Denise Wilbanks : Dora Stark

En pleine nuit, Benson est appelée par une infirmière pour qu'elle se rende au chevet d'une jeune fille hospitalisée, Chloé, qui a subi un viol. Mais, visiblement apeurée, celle-ci lui explique qu'elle était ivre et qu'elle n'a pas été violée du tout. En lui donnant sa carte, Benson remarque un tatouage ultraviolet d'éléphant sur sa main droite et lui demande dans quelle boîte de nuit elle était. Chloé continue à nier les faits et la supplie de la laisser tranquille. Cependant, une autre aide-soignante confirme à Benson que Chloé a bien été violée car elle était hystérique et traumatisée à son arrivée à l'hôpital. De plus, elle a décelé une bosse sur son crâne comme si elle a été frappée à la tête. Soudainement, Benson est avertie qu'un homme encapuchonné, probablement son agresseur, l'a traînée de force vers la sortie au moment où elle s'est embrouillée avec la comptabilité parce qu'elle n'avait pas de carte d'identité. Frappée par l'assaillant, le comptable stipule qu'elle se débattait contre lui et qu'elle semblait connaître son ravisseur. Des témoins l'ont vu l'embarquer dans une voiture noire avant de fuir à toute vitesse. Il s'avère que Chloé a donné un faux nom et une adresse bidon aux infirmières. Quant au ravisseur, il a été filmé par les caméras de surveillance de l'hôpital mais il est méconnaissable en raison de sa capuche et ses lunettes de soleil. Il semble qu'elle l'a reconnue car elle avait l'air terrifiée de lui. Se sentant coupable de ne pas avoir insisté auprès d'elle pour qu'elle lui raconte son viol, Benson découvre qu'elle a été transportée par une ambulance privée travaillant pour une boîte de nuit où les clients reçoivent un tampon d'éléphant sur leur main pour y entrer. Sa gérante déclare à Benson et Stabler qu'elle a engagé des ambulanciers chargés de ramener des fêtards à l'hôpital en cas d'overdose pour leur sauver la vie. L'un d'entre eux se souvient de Chloé qui, d'après lui, était éméchée et n'a pas reconnu ni vu celui qui l'appelé pour qu'il vienne la récupérer. Par peur d'être au coeur d'une enquête sur sa liste V.I.P, la manageuse du club leur confie une carte d'identité retrouvée dans les toilettes des hommes et utilisée par Chloé pour rentrer faire la fête. Or, elle appartient à une certaine Jenna Sterling... Issue d'une famille bourgeoise, celle-ci nie être allée dans ce bar et ne connait pas Chloé. Lorsque Benson lui confie que son permis de conduire a été utilisé par cette dernière, Jenna est surprise d'apprendre qu'il a été retrouvé car elle l'avait perdu. Son alibi est solide, elle n'a donc pas pu être présente au bar. L'un des invités de la soirée n'était d'autre qu'un rappeur populaire déjà accusé d'agression sexuelle. Questionné par Munch et Fin, il leur précise qu'il a la réputation d'avoir couché avec une fan en compagnie de son agent mais qu'il ne touche pas les mineures comme Chloé. Il les éclaire en leur affirmant qu'elle l'amie de la petite sœur de Jenna, Vienna. Interrogée, elle certifie à Benson et Stabler qu'elle ne connait pas Chloé mais elle se fait avoir par son tatouage d'éléphant sur sa main. Elle a tenté de l'effacer mais Benson réussit à le rendre visible sous un rayon ultraviolet. Démasquée, elle revient sur son mensonge et leur dévoile qu'elle a passé la soirée avec elle dans ce bar pour s'éclater. Mais elle l'a rapidement perdue de vue et elle a pensé qu'elle était rentrée seule chez elle. Depuis, elle n'a plus de nouvelles d'elle et leur révèle qu'elle est bien mineure comme le disait le rappeur. Mais, selon elle, elle faisait plus mûre que son jeune âge... Malgré le fait que Chloé soit au collège et elle au lycée, elles sont devenues proches et Vienna a donc volé la carte d'identité de sa grande sœur pour rentrer dans la boîte de nuit sans problème avec Chloé. Une disparition qui n'inquiète pas les parents de Chloé en instant de divorce. L'un comme l'autre ne font pas attention à elle et elle a donc profité pour sortir tard le soir. Puis leurs proches disent à la police que la garde est alternée, ce qui démontre qu'ils ne lui portent pas d'importance car certains disent qu'elle est actuellement chez son père puis d'autres chez sa mère... Stressée par sa volonté de la retrouver vivante, Benson reçoit un coup de fil fatidique. Le cadavre de Chloé a été retrouvé sur une rive de l'Hudson. En l'inspectant, Benson aperçoit la bosse sur sa tête et le médecin-légiste théorise qu'elle a été noyée. Puis ses lèvres ont été entaillées puis Warner parvient à extirper un bout de papier enfoncé dans sa bouche. Il s'agit de la carte de Benson... Effondrée, elle regrette de ne pas lui avoir porté secours et de l'avoir laissée seule dans sa chambre d'hôpital. 
Son autopsie établit que son ravisseur l'a noyée de force en plongeant sa tête dans une cuvette de toilettes. Ses parents identifient leur fille et se rejettent la responsabilité de son décès l'un sur l'autre. La directrice de son collège fait part à Benson et Stabler qu'elle était une fille déprimée et elle voulait rentrer au lycée le plus tôt possible. Dans son casier, ils mettent la main sur une lettre de menace écrite par un collégien proche d'elle. Soupçonné de l'avoir tuée, il se justifie à Munch et Fin en leur annonçant qu'il devait faire un devoir scientifique sur l'effet de la pluie acide sur la vile avec elle mais qu'elle l'a planté au dernier moment. Il a donc dû tout rédiger sans son aide. Leur soupçon devient sérieux lorsqu'ils s'aperçoivent qu'il est expert du traitement de l'eau, qu'elle provienne des toilettes ou de la rivière. En revanche, il leur divulgue qu'il l'a vue deux jours avant sa mort au moment où elle rentrait dans une voiture de luxe appartenant à un lycéen. Doté d'une excellente mémoire, il leur accorde son numéro d'immatriculation. Deux jeunes voituriers d'un hôtel lèvent le voile sur son propriétaire du moment à Munch et Fin. Il s'agit d'un homme d'affaires du pétrole, M. Stark, qui a refusé de leur confier la clé pour l'avoir à sa disposition à tout moment. De leur côté, Benson et Stabler l'interrogent et celui-ci leur insinue qu'il était dans une boîte de nuit branchée le soir du viol de la jeune fille. Malheureusement, en fouillant le coffre de sa voiture de location dans le parking, ils dénichent la tenue hospitalisation que portait Chloé quelques minutes avant son enlèvement. Choqué puis menotté, Stark crie au complot face à sa femme choquée et les deux voituriers. Malmené au commissariat par Benson et Stabler, il hurle au coup monté tout en accusant des concurrents ou sa femme de l'avoir piégé car il est un coureur de jupons insatiable et infidèle. Même si elle était dans sa Jaguar, Il leur indique qu'il n'a jamais vu ou rencontré Chloé et qu'il était dans un club de strip-tease avec des collègues au moment où elle a été violée. Pour être mis hors de cause, il leur donne leurs numéros de portable puis son ADN sans aucun problème. Lorsque le camarade de Chloé l'a vue monter dans la Jaguar, quelqu'un d'autre de Stark la conduisait car il donnait un discours au congrès. Il est donc innocenté... Son kit de viol fait éclater la vérité sur son agression sexuelle. Elle a subi un viol collectif. Enfin, Munch a réussi à retracer un appel passé entre Chloé et Vienna une heure avant que Benson n'aille à son chevet à l'hôpital puis plusieurs coups de fil entre Vienna et trois autres garçons : Andrew, Davis et Seth. Le lendemain de la disparition, ces quatre amis ont passé leur journée à se téléphoner et à se tenir au courant. Ils sont aussitôt arrêtés pour viol sur mineure tout comme Vienna pour complicité d'agression sexuelle et entrave à la justice. Malheureusement, provenant d'une classe aisée, ils sont défendus par des avocats de luxe et ils interdisent que leur ADN soit prélevé. L'un d'entre eux quémande le substitut du procureur Cabot de laisser son client Seth de partir à Washington pour un stage important au côté d'un sénateur. En échange de son passeport pour l'empêcher de quitter le pays, elle accepte. Elle se justifie auprès de l'unité spéciale. La Virginie autorise désormais un prélèvement d'ADN obligatoire pour chaque personne arrêtée pour un délit. Dès lors, Cragen appelle la police de Washington pour leur faire croire qu'il a commis un crime pour que son ADN soit obtenu sans son autorisation. Leur plan est un succès et Seth est bien l'un des violeurs de Chloé. Il est aussitôt arrêté et ramené à New York. Il accepte de collaborer avec l'unité spéciale et dénonce son ami Davis. Ce dernier et son avocate se défendent en expliquant à Cabot qu'elle était alcoolisée et qu'il ne savait pas qu'elle était mineure. Trahi par Seth, il avoue qu'il a participé au viol car elle était, selon lui, consentante et nie l'avoir tuée. Il lui raconte que le trio a rencontré un certain Max et qu'il leur a proposé de coucher l'un après l'autre avec une fille avec qui il a eu un rapport sexuel dans des toilettes de la boîte de nuit. Lorsqu'ils sont partis, elle était évanouie... Intriguée par ce Max, Cabot le contraint à lui dire qui il est. D'après ses mots, un gosse de riche comme eux dont le père est un inventeur révolutionnaire. À son tour balancé par Davis, Andrew assure à Benson et Stabler que Max est un ami récent et que son père est.. un agent de la CIA. Petit ami de Vienna, Andrew leur allègue que Max a récupéré Chloé au collègue à bord de sa Jaguar et l'accuse de l'avoir tué. Il plaide coupable pour son viol mais pas pour son meurtre. Lorsqu'ils lui demandent d'expliquer pour Vienna l' a appelé après avoir parlé avec son amie Chloé au téléphone, il leur rétorque qu'elle l'a insultée car il l'a trompée. Quant à Max, il a dormi chez lui après son agression sexuelle et il l'a réveillé pour lui dire que Vienna lui a passé un coup de fil. Paniqué, Max est parti précipitamment de chez lui sans donner de nouvelles ensuite... Les trois jeunes hommes arrogants sont donc inculpés pour viol collectif et leur peine sera allégée car ils ont négocié avec l'unité spéciale pour se dénoncer entre eux. Comme ses amis, Andrew collabore avec eux pour moucharder Max. Leur peine de prison est inconnue. Benson et Stabler l'interceptent devant le domicile d'Andrew et ils sont stupéfaits de voir qu'il s'agit de l'un des deux voituriers qu'ils ont rencontré auparavant...
Max s'appelle en réalité Mitch Wilkens. Il ne possède aucun casier judiciaire. Au poste de police, il leur énonce qu'il a modifié son identité pour faire croire qu'il était fortuné et être comme les clients riches dont il gare les voitures de luxe. Il leur confirme qu'il en a emprunté certaines pour frimer devant des boîtes de nuit où il a rencontré les gosses de riche Andrew et sa copine Vienna. Il les accuse d'avoir monté un sale coup en lui demandant de chercher une amie collégienne de Vienna avec la Jaguar avant de sortir tous ensemble dans un bar. Puis, d'après lui, Andrew l'a poussé à participer au viol de la mineure dans les toilettes tout en le traitant de mauviette. Sa version contredit celle des trois autres garçons qui ont assuré qu'il leur a proposé de coucher avec elle alors qu'elle était défoncée. Suspecté de son enlèvement et meurtre, il clame son innocence. Comme il a peur qu'ils s'en sortent judiciairement car ils sont issus d'une bonne famille, il accepte de coopérer avec eux en échange d'une remise de peine. Il leur jure qu'Andrew a emprunté la Jaguar pour aller à l'hôpital et que lui, il a pris un bus pour aller chez sa mère. En regardant une photo prise par la caméra de surveillance, il reconnaît le ravisseur : Seth. Comme Seth a obtenu un accord avec la police pour avoir pointé du doigt ses amis, Cabot ordonne que l'appartement de Seth soit perquisitionné. S'il est coupable, il sera jugé lourdement. Pendant ce temps, chez la mère de Mitch, Sally, celle-ci garantit bien à Benson et Stabler qu'il a débarqué chez lui très tôt car ses nouveaux amis lui ont volé la Jaguar, qu'il avait empruntée à son travail, sans la lui rendre. Quand elle apprend qu'il a violé une gamine et que son ADN le prouve, elle est choquée et prétend qu'il est influençable. Il n'a pas pu lui donner la mort car il était avec elle. Malgré les preuves avancées par les deux flics, elle refuse de les croire et les contredit en leur disant que Seth est venu le chercher avec la fameuse Jaguar... Dans son appartement, Munch et Fin retrouvent le manteau et les lunettes de soleil que portait le ravisseur à l'hôpital mais, surtout, des traces de sang sur ses toilettes. Une nouvelle fois, Seth dénonce un coup monté. Alors qu'il se défend en leur donnant à entendre qu'il faisait un footing à l'heure de la mort de Chloé, il est définitivement inculpé cette fois-ci pour meurtre. L'enquête est close et le dénouement fait la une des journaux en raison de leur richesse. Subitement, une femme, Linda Leggatt, débarque à l'unité spéciale et prétend qu'elle connait le vrai tueur. Selon elle, ce n'est d'autre que Mitch qui s'appelait à l'époque Eric Wayne Proctor. Elle retrace à Benson la fois où, 12 ans auparavant, il a enlevé son enfant de 3 ans, Tommy, pour le molester puis le brûler vivant dans une forêt du New Hampshire. Âgé de 10 ans, il n'a pas été jugé lourdement comme un adulte mais il a été enfermé dans un centre pour mineurs. Il a réussi à étouffer cette affaire car son nom n'a pas été affiché dans les journaux en raison de son jeune âge. En outre, il n'a pas purgé sa peine entièrement à cause de sa bonne conduite. Libéré à 19 ans, son casier judiciaire a donc été effacé  et il a su reconstruire son identité comme un sociopathe. Décrit comme un malade et un fou dangereux en 1991, il a donc réussi à faire oublier son premier meurtre... sauf pour Linda Leggatt. Malheureusement, pour Cabot, ses antécédents sont irrecevables juridiquement si Benson et Stabler veulent le coincer. Ils doivent ramener une preuve concrète de sa culpabilité avant le procès de Seth, toujours désigné comme le meurtrier de Chloé. Le compte à rebours est lancé... 
Emprisonné, malin qu'il est, Mitch se moque toujours de Benson et Stabler qui ont compris qu'il a piégé Seth dont il a voulu briser son avenir prometteur ainsi que M. Stark en plaçant la tenue d'hôpital de Chloé dans sa Jaguar. Il a assassiné Chloé chez Seth lors de son absence à l'extérieur où il a bien fait du footing. Il a également fait des doubles de ses clés et celles de la Jaguar pour l'emprunter quand il voulait. Démasqué par les enquêteurs, Mitch continue à les narguer et se protège derrière sa mère surprotectrice qui, malgré les menaces et insultes, le défend bec et ongles depuis son meurtre barbare. Selon ses dires, elle l'aime beaucoup trop pour le balancer. Benson lui fait la promesse qu'elle réussira à la convaincre de témoigner contre lui. Néanmoins, même si Stabler rappelle à sa mère qu'il a détruit sa vie professionnelle, sociale et son mariage, elle garde son sang-froid et leur atteste qu'il n'a pas récidivé. À ses yeux, il l'a violée mais pas assassinée. Benson a beau la menacer d'aller en prison pour parjure et entrave, Mme Wilkens le protège coûte que coûte. Elle conteste qu'il soit malade et un sociopathe depuis son enfance. Les enquêteurs tentent de la convaincre qu'il l'a manipulée tout comme son psychiatre dans le centre pour mineurs qui a autorisé sa libération au bout de 9 ans d'incarcération. Têtue, elle est prête à le défendre jusqu'au bout et leur assure qu'ils font fausse route sur son fils qu'elle considère comme un homme bien et guéri de ses envies meurtrières. En lui montrant les photos du cadavre de Chloé, Benson voit qu'elle porte le même bracelet que Chloé, celui qu'elle avait sur la photo de la caméra de surveillance de l'hôpital, à son poignet. Finalement, enfin certaine qu'il l'a tuée, sa mère accepte de témoigner à la barre lors de son procès...
Interrogée par Cabot, Sally authentifie ce bracelet que lui a offert Mitch le lendemain du meurtre de Chloé. Lorsqu'Andrew lui a appris que Vianna l'a appelée, il a pris peur et enlevé Chloé à l'hôpital pour la noyer chez Seth qui s'était absenté. Puis il a rendu visite à sa mère. Mitch lui avait demandé de faire croire à la police qu'il était avec elle la veille de son crime. Il lui a expliqué que ses nouveaux amis fortunés ont découvert qu'il était un affabulateur et qu'ils allaient lui faire porter le meurtre de Chloé qu'ils auraient violée puis abattue ensemble. Bernée par son enfant, elle a menti pour lui sauver la peau quitte à aller en prison avec lui. Elle a simplement fait ce que chaque mère ferait pour son enfant. Face aux parents de Chloé, de la mère de Tommy et de Benson et Stabler installés dans l'audience, elle l'accuse officiellement de l'assassinat de Chloé. En larmes, elle demande au jury et à la juge de l'enfermer à vie en prison car il ne guérira jamais de ses pulsions sadiques et qu'il peut récidiver à tout moment si on le remet en liberté. Elle les conjure qu'il est malade et qu'aucun traitement ne pourra le guérir. Livré par sa mère et mal défendu par son avocat, Tommy reste stoïque et la fixe sans un mot. En fin de compte, le jury le juge coupable pour l'enlèvement et le meurtre avec préméditation de Chloé Dutton. Il est envoyé dans le couloir de la mort. Alors que les mères de Tommy et Chloé se serrent dans les bras, Sally tente de l'approcher mais, insensible et imperturbable, il tourne le dos sans lui adresser un mot.
,